# Confort-Meilars
Confort-Meilars [kɔ̃fɔʁ mεlaʁ] (en breton : Koñforzh-Meilar) est une commune française du Cap Sizun dans le département du Finistère, en région Bretagne.
La localité doit sa notoriété à un remarquable patrimoine religieux du XVIe siècle, comprenant l'église Notre-Dame de Confort (vitraux, sablières, roue à carillons) et un imposant calvaire.

## Géographie

### Situation

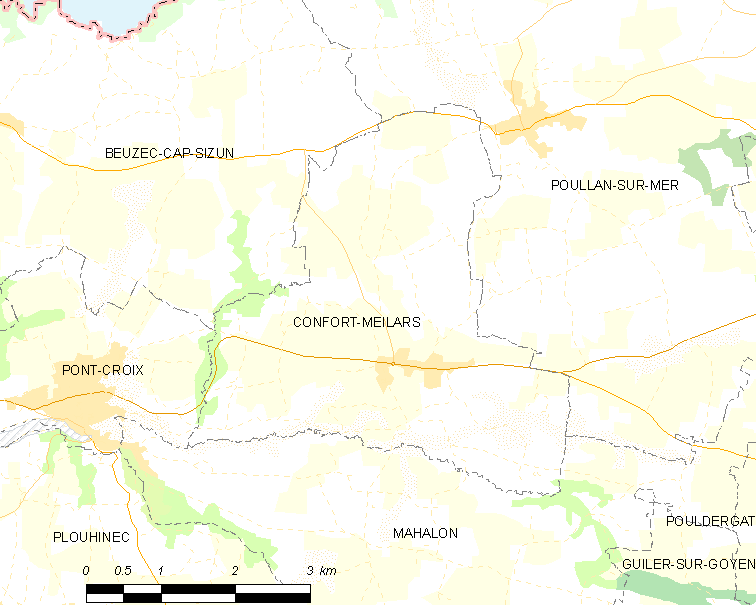
Carte de Confort-Meilars et des communes avoisinantes.

| Beuzec-Cap-Sizun |                 | Poullan-sur-Mer |
| Pont-Croix       | Confort-Meilars |                 |
|                  | Mahalon         |                 |

### Relief et hydrographie
Pour un article plus général, voir Réseau hydrographique du Finistère.
Le relief de la commune de Confort-Meilars est assez accidenté : la principale ligne de hauteurs est au nord du finage communal, atteignant 96 mètres au nord-est du hameau de Lestreux, à l'ouest du château d'eau ; une seconde atteint 80 mètres entre les deux hameaux aux toponymes révélateurs de Ménez Braz et Ménez Tromillou, juste au nord du bourg de Confort et une troisième se trouve, aussi étirée est-ouest, dans la partie sud du territoire communal : elle atteint 72 mètres au sud-est du hameau de Kervoad et 69 mètres près de celui de Cosquériou. Le bourg de Confort est vers 62 mètres d'altitude et celui de Meilars, sur une petite colline, atteint une cinquantaine de mètres d'altitude.
Ces lignes de crêtes sont séparées par des vallées assez encaissées : la principale est celle du fleuve côtier Goyen, qui coule est-ouest, et forme la limite sud de la commune avec Mahalon ; ce cours d'eau entre dans la commune vers une vingtaine de mètres d'altitude et en ressort à 5 mètres d'altitude ; sa vallée est encaissée d'une trentaine de mètres par rapport au plateau avoisinant, notamment au sud du bourg de Meilars. La partie centrale de la commune est parcourue par le Ruisseau de Lochrist, affluent de rive droite du Goyen, qui entre dans la commune vers une trentaine de mètres d'altitude près du hameau de Tromillou et sert un temps de limite communale avec successivement Beuzec-Cap-Sizun, puis Pont-Croix, avant sa confluence avec le Goyen à la pointe extrême sud-ouest de la commune ; ce Ruisseau de Lochrist a pour affluent principal, sur sa rive droite, le Ruisseau du Yun, lequel parcourt le paertie nord de la commune avant de confluer avec le Ruisseau de Lochrist à l'ouest du hameau de Castellien. Un autre affluent de rive droite du Goyen parcourt la partie sud-est du territoire communal, confluant avec celui-ci au niveau du moulin de Lesvoyen.
Cinq anciens moulins à eau ont été identifiés sur le territoire communal : celui de Lesvoyen (sur le Goyen) et ceux de Poulbleis, Kerstrad, Castellien et Guizec sur le Ruisseau de Lochrist.
La commune est située dans le bassin Loire-Bretagne. Elle est drainée par le Goyen, le Lochrist et divers autres petits cours d'eau,.
Le Goyen, d'une longueur de 32 km, prend sa source dans la commune de Plonéis et se jette  dans l'Océan Atlantique en limite de Plouhinec et d'Audierne, après avoir traversé onze communes.  Les caractéristiques hydrologiques du Goyen sont données par la station hydrologique située sur la commune de Pont-Croix. Le débit moyen mensuel est de 1,5 m3/s. Le débit moyen journalier maximum est de 16,3 m3/s, atteint lors de la crue du 28 janvier 1995. Le débit instantané maximal est quant à lui de 17,4 m3/s, atteint le même jour.

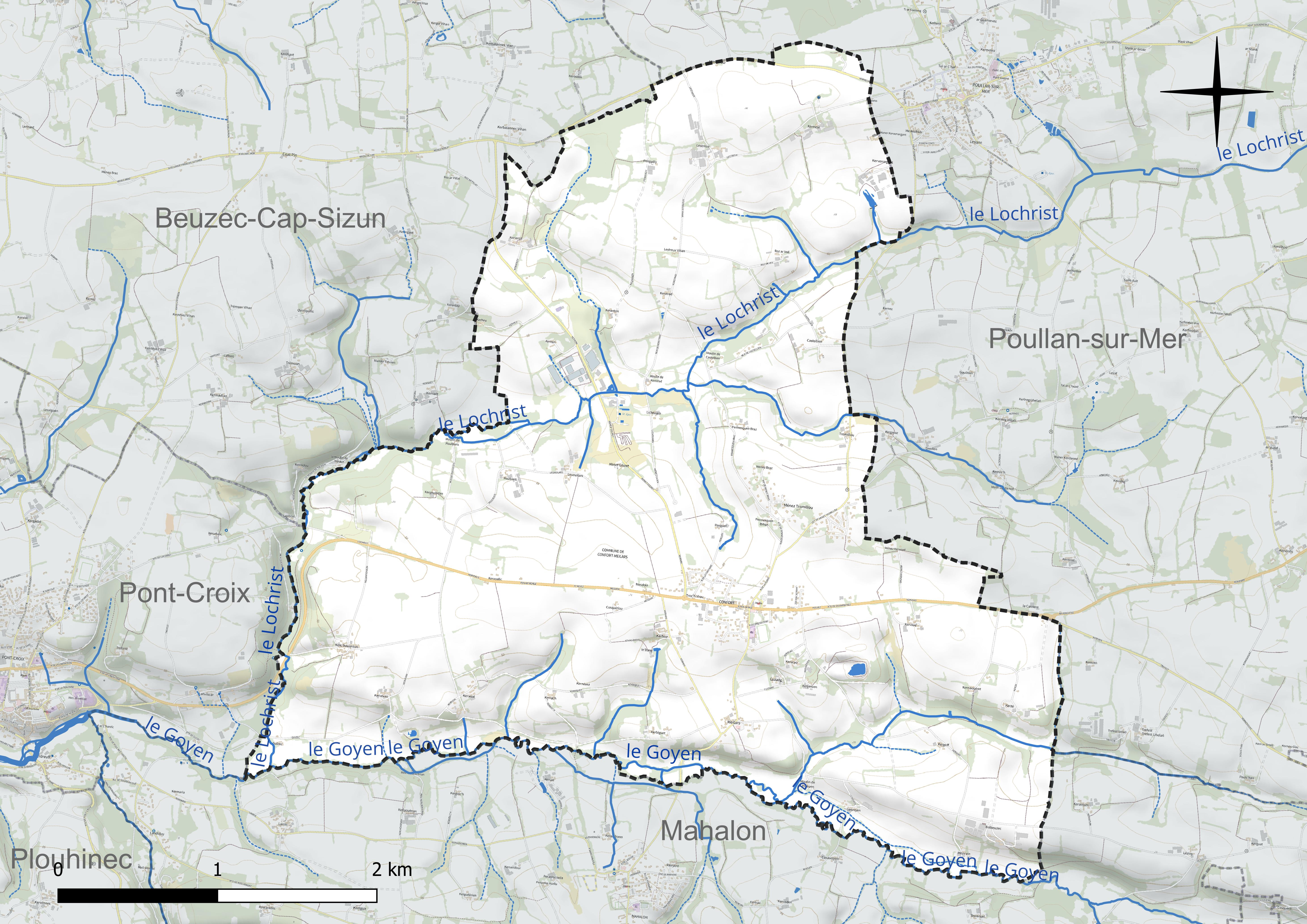
Réseau hydrographique de Confort-Meilars.

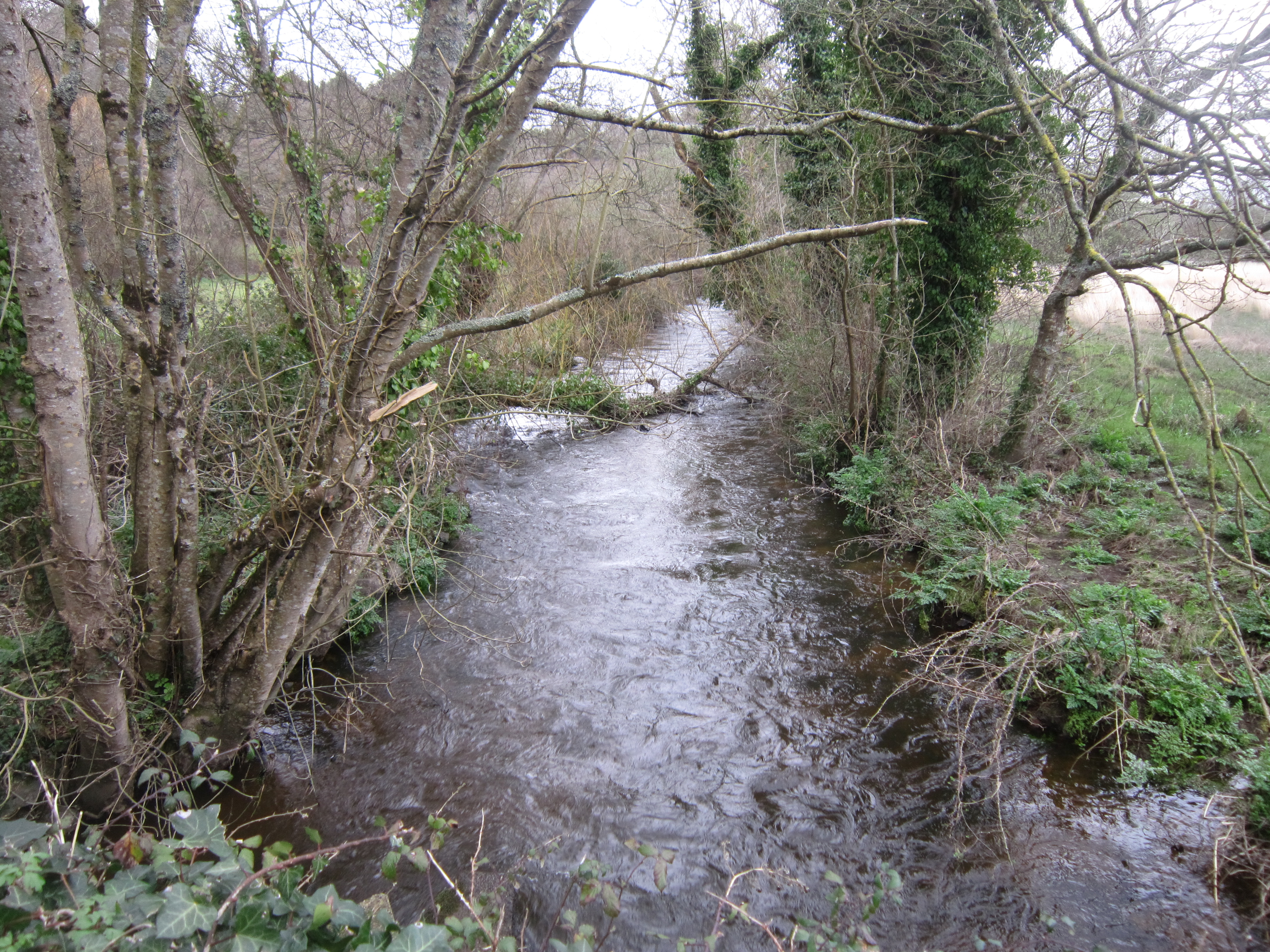
Le Goyen à la limite entre Mahalon et Confort-Meilars vu depuis le pont de la route entre Mahalon et Meilars.
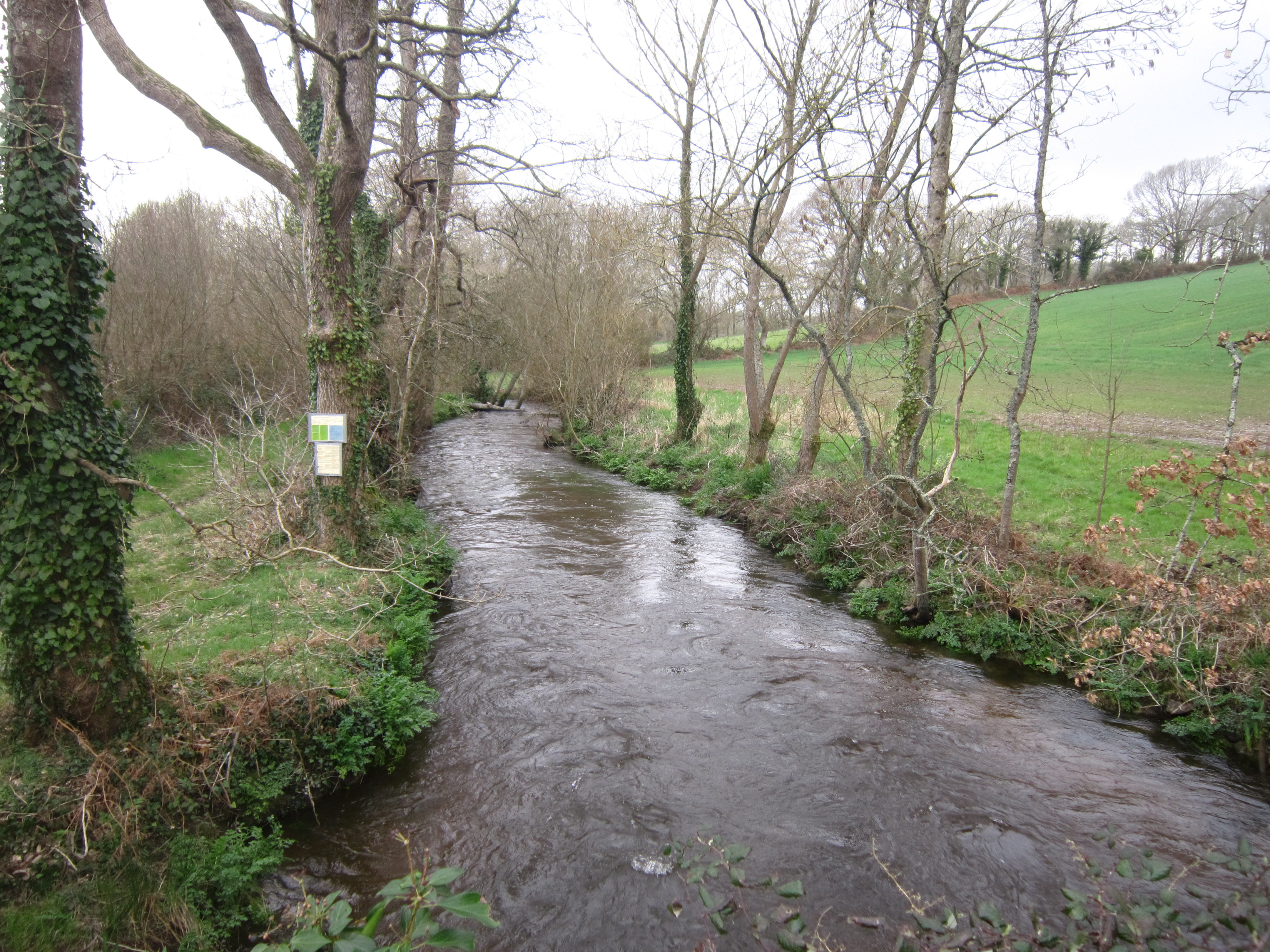
Le Goyen à la limite entre Mahalon et Confort-Meilars vu depuis le pont de la route entre Mahalon et Meilars.

Le Lochrist, d'une longueur de 10 km, prend sa source dans la commune de Poullan-sur-Mer et se jette  dans le Goyen à Mahalon, après avoir traversé cinq communes.

### Climat
Pour des articles plus généraux, voir Climat de la Bretagne et Climat du Finistère.
En 2010, le climat de la commune est de type climat océanique franc, selon une étude du CNRS s'appuyant sur une série de données couvrant la période 1971-2000. En 2020, Météo-France publie une typologie des climats de la France métropolitaine dans laquelle la commune est exposée à un climat océanique et est dans la région climatique Bretagne orientale et méridionale, Pays nantais, Vendée, caractérisée par une faible pluviométrie en été et une bonne insolation. Parallèlement l'observatoire de l'environnement en Bretagne publie en 2020 un zonage climatique de la région Bretagne, s'appuyant sur des données de Météo-France de 2009. La commune est, selon ce zonage, dans la zone « Littoral », exposée à un climat venté, avec des étés frais mais doux en hiver et des pluies moyennes.
Pour la période 1971-2000, la température annuelle moyenne est de 11,6 °C, avec  une amplitude thermique annuelle de 10,4 °C. Le cumul annuel moyen de précipitations est de 1 006 mm, avec 15,4 jours de précipitations en janvier et 7,9 jours en juillet. Pour la période 1991-2020, la température moyenne annuelle observée sur la station météorologique la plus proche, située sur la commune de Pluguffan à 20 km à vol d'oiseau, est de 12,1 °C et le cumul annuel moyen de précipitations est de 1 214,4 mm,. Pour l'avenir, les paramètres climatiques de la commune estimés pour 2050 selon différents scénarios d'émission de gaz à effet de serre sont consultables sur un site dédié publié par Météo-France en novembre 2022.

### Paysages et habitat
Le paysage agraire traditionnel est le bocage avec un habitat dispersé en écarts formés de hameaux ("villages") et fermes isolées. La commune a conservé pour l'essentiel son caractère rural : l'ancien bourg de Meilars semble figé, avec pu de constructions récentes dans ses alentours, à la différence du bourg de Confort, qui a vu se construite depuis la Seconde Guerre mondiale plusieurs lotissements à l'ouest et au sud-ouest du bourg ancien. La commune est peu concernée par la rurbanisation, sauf sur les pentes exposées au sud situées entre Ménez Braz et Ménez Tromillou.

### Transports
La route principale est la D 765 (ancienne Route nationale 165) qui vient de Quimper, via Douarnenez, et va jusqu'à Audierne, via Pont-Croix, traversant dans le sens est-ouest la partie centrale de la commune, et notamment le bourg de Confort, ce qui explique pour partie que celui-ci ait supplanté l'ancien bourg de Meilars, beaucoup plus isolé et desservi seulement par une route secondaire.
L'autre route d'importance notable est la D 7, au tracé ausi est-ouest, qui longe quasiment la limite nord de la commune, qui vient de Douarnenez via Poullan-sur-Mer, et poursuit en direction de Beuzec-Cap-Sizun et de la Pointe du Van.

## Urbanisme

### Typologie
Au 1er janvier 2024, Confort-Meilars est catégorisée commune rurale à habitat dispersé, selon la nouvelle grille communale de densité à 7 niveaux définie par l'Insee en 2022.
Elle est située hors unité urbaine et hors attraction des villes,.

### Occupation des sols
L'occupation des sols de la commune, telle qu'elle ressort de la base de données européenne d'occupation biophysique des sols Corine Land Cover (CLC), est marquée par l'importance des territoires agricoles (95,7 % en 2018), une proportion sensiblement équivalente à celle de 1990 (96,2 %). La répartition détaillée en 2018 est la suivante : 
zones agricoles hétérogènes (48,9 %), terres arables (41,5 %), prairies (5,3 %), zones urbanisées (2,6 %), forêts (1,8 %). L'évolution de l'occupation des sols de la commune et de ses infrastructures peut être observée sur les différentes représentations cartographiques du territoire : la carte de Cassini (XVIIIe siècle), la carte d'état-major (1820-1866) et les cartes ou photos aériennes de l'IGN pour la période actuelle (1950 à aujourd'hui).

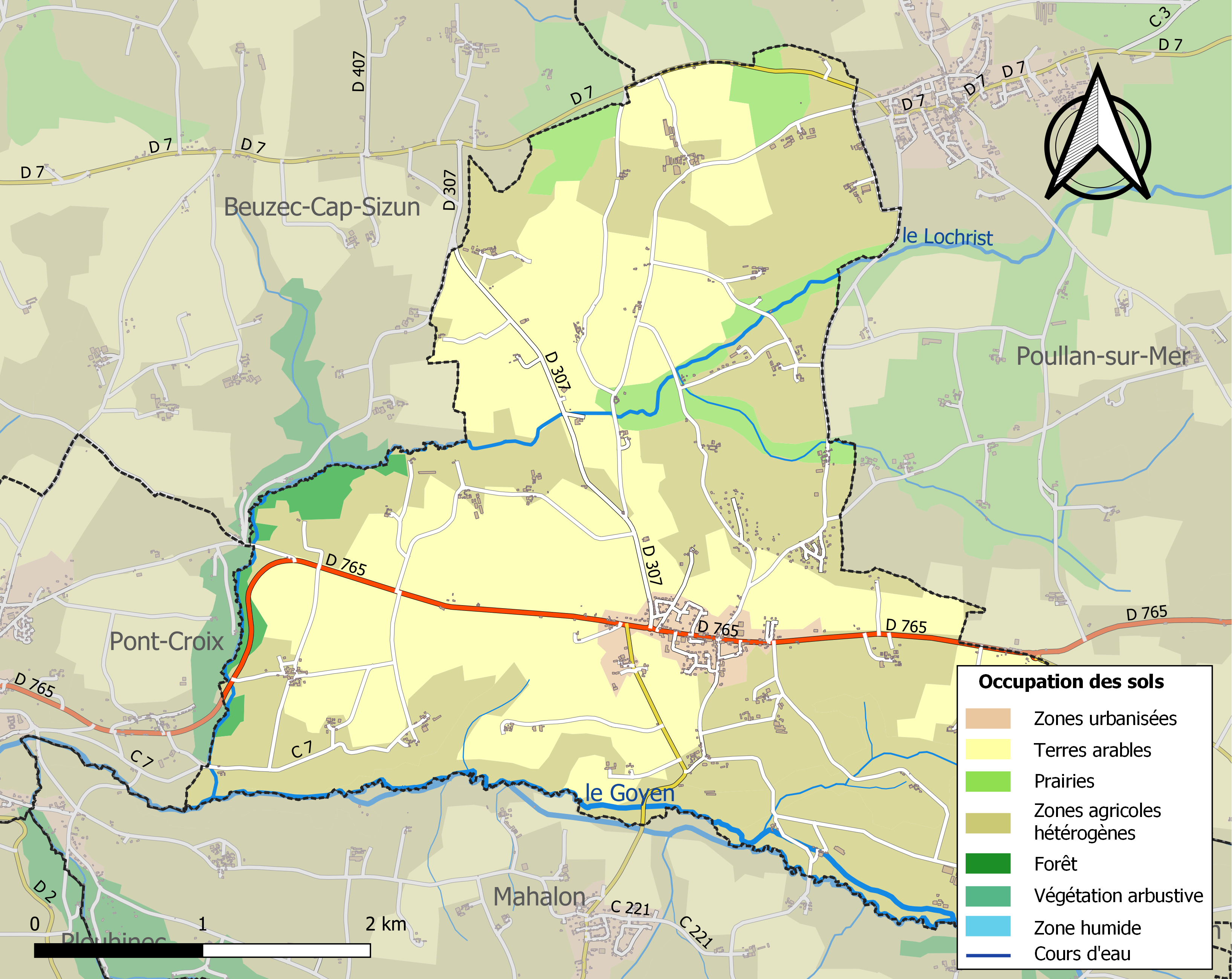
Carte des infrastructures et de l'occupation des sols de la commune en 2018 (CLC).

## Histoire

### Toponymie
Le nom de la localité est attesté sous la forme Meliar en 1330. Dérivé de l'anthroponyme vieux-breton Maglorio, qui deviendra Magloire en français. Mais, selon une autre source, c'est saint Mélar qui serait le saint éponyme de Meilars.
Par décret du 1er février 2001, la commune Meilars prend le nom de Confort-Meilars.
Ce nom est parfois orthographié Confors dans les documents anciens.

### Préhistoire
Le tumulus de Penguilly se trouve dans un bois de pins au sud de la route menant de Poullan-sur-Mer à Beuzec-Cap-Sizun. Il est haut de 2 mètres, avec un diamètre d'une vingtaine de mètres et possède un dolmen à l'intérieur et a été décrit et fouillé pour la première fois par Paul du Châtellier en 1889, qui y trouva des débris de poteries, et fouillé à nouveau en 1971 ; il date de l'âge du bronze. Un autre tumulus, détruit, est cité en 1875 à Kerhéos, à l'ouest de Confort.
Des camps fortifiés avec retranchements ont été identifiés, l'un à Castellien (« double enceinte avec douves profondes »), un autre à 400 mètres au sud-est du bourg de Meilars au-dessus du moulin de Lesvoyen (« les tuiles et les débris de poterie y abondent »).
Une autre enceinte fortifiée de forme quadrangulaire et d'environ 1 ha a été identifiée à Lestreux (dans le nord de la commune) au sommet d'une colline ; le mobilier qui y a été découvert permet de dater l'occupation du second âge du fer, avec une réutilisation à l'époque gallo-romaine ; des urnes cinéraires, non datées, y ont été trouvées. Le site a été depuis totalement arasé lors d'un remembrement.

### Moyen Âge
Meilars-Confort est un découpage de l'ancienne paroisse de l'Armorique primitive de Ploelan. Au XIe siècle les Templiers fondent un lazaret à Lochrist, situé à la frontière des paroisses de Beuzec, de Pont-Croix et de Meilars, ce lazaret étant ensuite tenu par les Hospitaliers de Saint-Jean de Jérusalem. La paroisse de Meilars est constituée, avant le XIVe siècle, au détriment de la paroisse de Poullan, jadis Ploelan. La paroisse de Meilars-Confort dépendait autrefois de l'ancien évêché de Cornouaille.
Plusieurs manoirs existaient à Meilars : le manoir de Meilars, habité par les seigneurs du même nom (situé à l'emplacement du presbytère) ; les manoirs de Kernonen, de Guizec, de Castellien, de Kervénargant, de Lesmeilars.

### Temps modernes

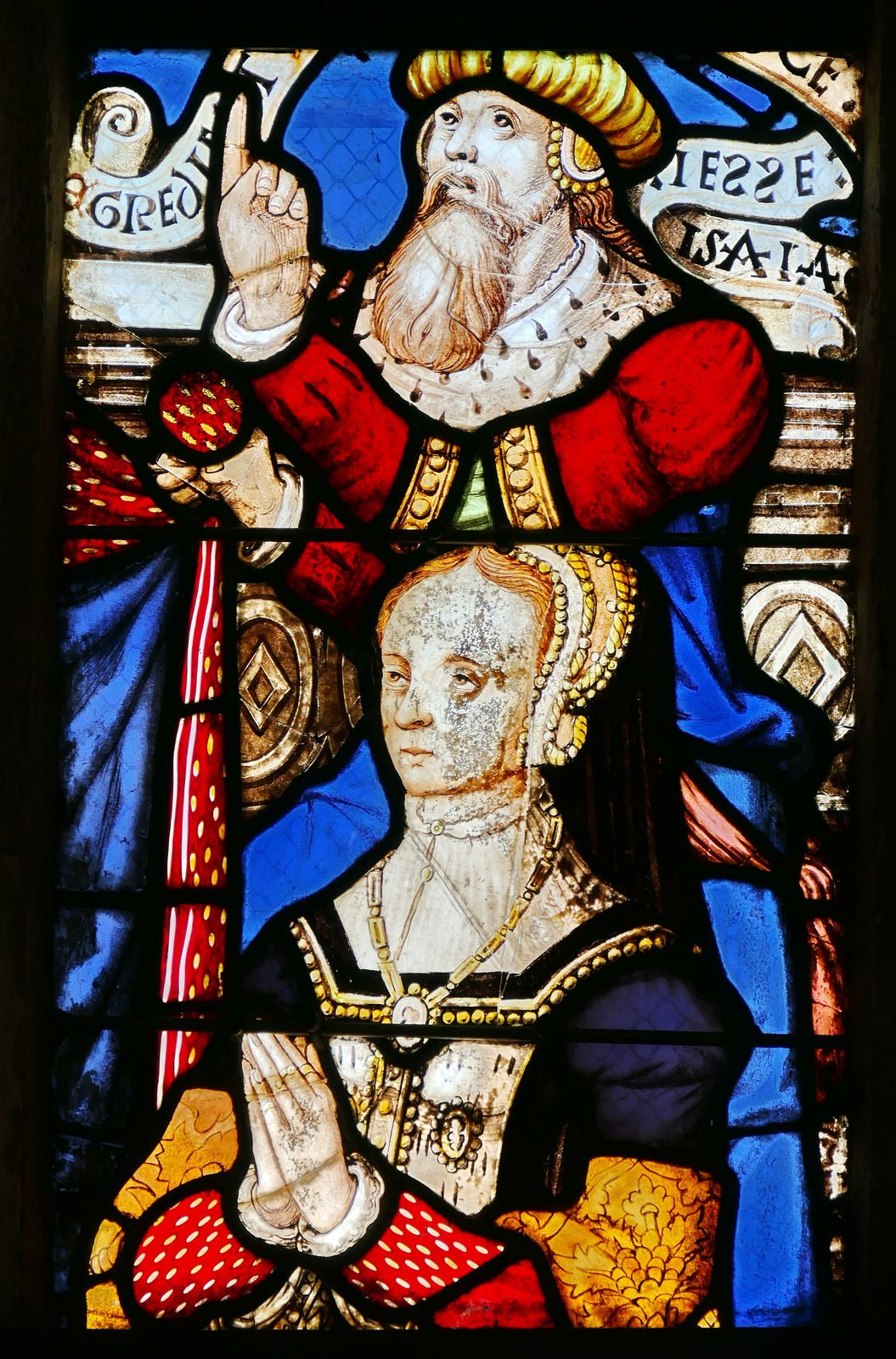
Église Notre-Dame-de-Confort: vitrail de l'Arbre de Jessé (Jeanne du Chastel présentée par le prophète Isaïe).

La chapelle Notre-Dame-de-Confort est édifiée entre 1528 et 1544 par Alain III de Rosmadec, seigneur de Pont-Croix, et son épouse Jeanne du Chastel (représentée sur l'Arbre de Jessé de la maîtresse-vitre) ; elle est ornée de nombreuses carvelles sculptées (car ce seigneur était aussi maître de barques et armateur), ainsi que d'une roue à carillons.
Le manoir de Kervenargant appartient en 1446 à
Guillaume Louyt, en 1536 à Marguerite de Saint-Juzel, en 1572 à Tanguy de Rosmadec, marquis de Pont-Croix ; en 1735 il est possédé par la famille Le Bahezre, puis, vers 1770, par Joseph Beaussier, seigneur de l'Isle et, lors de la Révolution, par Xavier du Rocheret.
En 1736 un incendiaire, Allain Le Fur, âgé de 29 ans, sans domicile fixe, qui avait mis le feu, de nuit, à plusieurs maisons des paroisses de Meilars et Poullan, fut condamné par la prévôté de Quimper « à la question ordinaire et extraordinaire, puis à être pendu et étranglé sur une place publique de la ville, portant un écriteau avec la mention : incendiaire » et son cadavre sera exposé aux environs du bourg de Poullan à l'endroit le plus éminent ».
En 1751 la paroisse de Meilars comptait 34 métiers de tisserands ; on y cultivait principalement comme céréales le seigle et l'avoine.
En 1759, une ordonnance de Louis XV ordonne à la paroisse de Meillard [Meilars] de fournir 18 hommes et de payer 118 livres pour « la dépense annuelle de la garde-côte de Bretagne ».

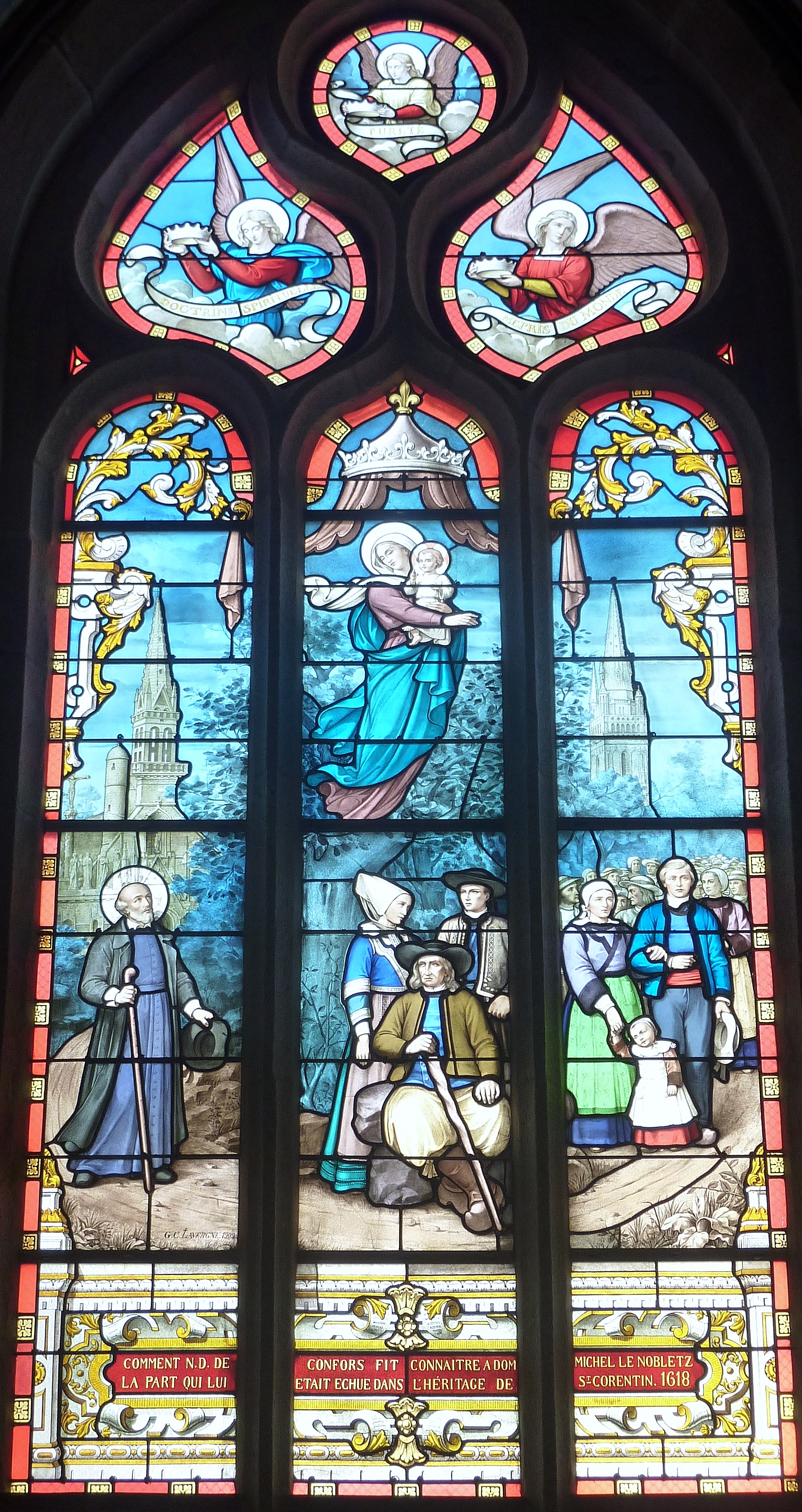
Église Saint-Herlé de Ploaré, vitrail "Notre-Dame-de-Confort apparaissant à Michel Le Nobletz".

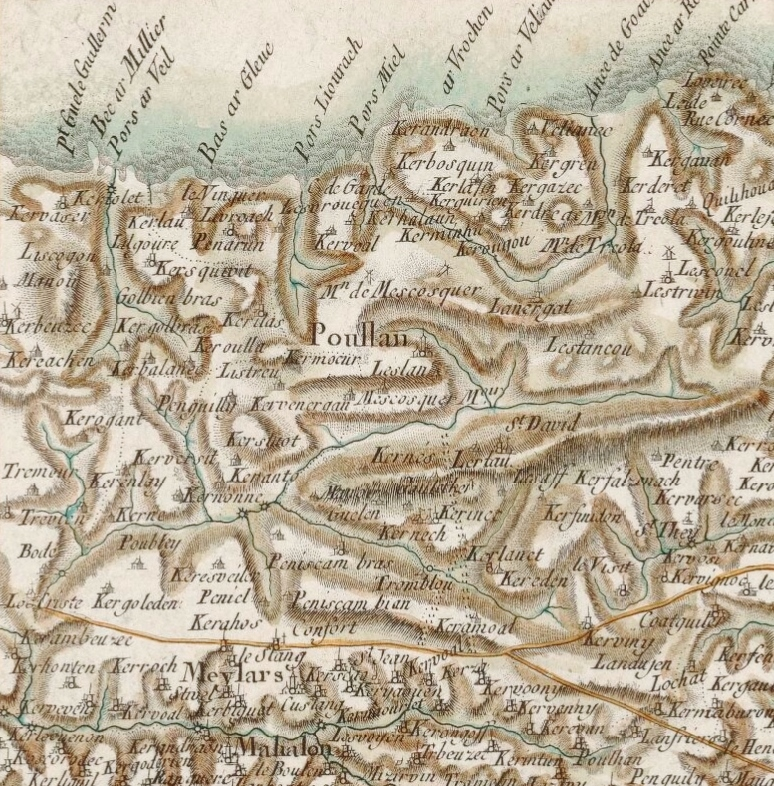
Carte de Cassini des paroisses de Meilars et Poullan (1784).

Vers la fin de l'Ancien Régime la chapelle Notre-Dame-de Confort était, avec 1000 livres de revenus annuels estimés, la sixième de l'évêché de Cornouaille pour le montant de ses revenus constitués essentiellement par les offrandes des pèlerins, donc probablement le sixième pèlerinage le plus fréquenté de l'évêché.
Jean-Baptiste Ogée décrit ainsi Meilars en 1778 : 

« Meillans ; à cinq lieues un huitième à l'Ouest-Nord-Ouest de Quimper, son évêché et son ressort ; à 43 lieues un tiers de Rennes et à une lieue de Pont-Croix, sa subdélégation. On y compte 900 communiants ; la cure est à l'alternative. La rivière de Pont-Croix arrosé ce territoire, qui est très exactement cultivé. »

En septembre-octobre 1779 une épidémie de dysenterie fit 82 morts dans la paroisse de Meilars ; certains jours on porta en terre 7 ou 8 cadavres à la fois ; ordre fut donné de les enterrer sans cérémonie à l'église pour diminuer les risques de contamination.

### Révolution française
La paroisse de Meylars [Meilars], qui comprenait alors 110 feux, tint son assemblée électorale le 13 avril 1789 en la sacristie de l'église paroissiale, en présence de 55 paroissiens, sous la présidence de Pierre Cudennec, notaire à Pont-Croix ; cette assemblée rédigea son cahier de doléances fortement inspiré de celui de Mahalon et élit deux délégués, Jean Gloaguen et Guillaume Claquin, pour la représenter à l'assemblée du tiers-état de la sénéchaussée de Quimper au printemps 1789.
La nouvelle commune fut dénommée Meillars en 1793 (englobée dans le canton de Pont-Croix) et Meilars en 1801. 
Alain Pennaneach [Pennanec'h], recteur de Meilars depuis le 17 avril 1789 fut prêtre réfractaire ; il se réfugia à Briec dont il était originaire avant d'être arrêté ; il fut remplacé par Hervé Calvez, prêtre constitutionnel ; la chapelle de Confort fut vendue, de même que le presbytère, la chapelle Saint-Jean et divers biens appartenant aux deux fabriques de Confort et de Meilars, comme biens nationaux ; mais les paroissiens s'entendirent et, aidés d'un négociant de Brest, Jean-Maurice Pouliquen, parvinrent à racheter les deux chapelles, qui furent toutefois désaffectées pour le culte.
Le calvaire de Confort, qui était l'un des plus beaux calvaires bretons, fut vandalisé pendant la Révolution française. Les statues de apôtres disposées dans des niches, ont été détruites. Elles ont été remplacées en 1870 par des statues plus grandes signées du sculpteur Yan Larhantec.
Des députés girondins en fuite, dont Charles Jean Marie Barbaroux et Jean-Baptiste Louvet, hébergés un temps au presbytère de Locmaria, furent cachés ensuite en septembre 1793 au manoir de Kervénargant en Meilars avant de gagner Lanvéoc afin de fuir vers Bordeaux à bord du brick L'Industrie (Barbaroux fut pris et guillotiné, Louvet parvint à se sauver). Émile Souvestre, dans Le Finistère (1836) a écrit à propos du manoir de Kervénargan :  « On y lisait encore, il y a une trentaine d'années, sur un panneau de cheminée, des vers de Barbaroux écrits au crayon par lui-même.
Jacques Cambry écrit que « le pont [sur le Goyen ] qu'on trouve ente Meilard [Meilars] et Mahalon est impraticable ».

### LeXIXesiècle
Alain Pennaneach, l'ancien recteur de Meilars, reprit son ministère dans la paroisse en 1802 et entreprit de réparer les ruines provoquées par la Révolution dans les chapelles de Confort et de Saint-Jean ; il décéda âgé de 64 ans le 27 mai 1809 à Confort en Meilars.
L'abbé Victor Rochedreux, né en 1756 à Concarneau, vicaire réfractaire de Mahalon, fut déporté en Espagne ; il créa en 1807 une école au manoir de Tréfrest en Pont-Croix ; lorsqu'il devint en 1810 recteur de Meilars, il transforma son presbytère en véritable petit séminaire. L'établissement ferma en 1812 en raison du départ du prêtre, qui fut par la suite recteur de L'Île-Tudy ; il rouvrit un temps en 1819, mais trop exigu (en mars 1820, les 47 élèves (78 élèves en janvier 1821) dormaient à deux par lit) et très délabré, il fut remplacé en 1823 par celui créé alors à Pont-Croix,,.
A. Marteville et P. Varin, continuateurs d'Ogée, décrivent ainsi Meillars en 1853 :

« Meillars (sous l'invocation de saint Mélar ou Meler) : cm une formée par l'ancienne paroisse de ce nom ; aujourd'hui succursale. (...) Principaux villages : Lestreux, Kermeur, Castellien, Les-Meilar, Kerhoanton, Kervoal, Keryaouen. Superficie totale 1 467 ha, dont (...) terres labourables 553 ha, prés et pâturages 99 ha, bois 63 ha, vergers et jardins 25 ha, landes et incultes 677 ha (... ). Moulins 5 (Castellien, Poulbley, Buzec, Lezvoayen ; à eau). (...) Cette commune a appartenu d'abord au canton de Douarnenez ; elle appartient aujourd'hui à celui de Pont-Croix. Outre l'église, il y a les chapelles Saint-Jean et de Comfort. Cette dernière est un édifice très remarquable, ainsi que son calvaire triangulaire chargé de sculptures en granite. À chacune de ces églises il y a un pardon d'un jour. La route royale n° 165, dite de Nantes à Audierne, traverse cette commune de l'est à l'ouest. Il y a foire à Comfort le 15 mai ;
le premier lundi qui suit le premier dimanche de juillet ; le 7 septembre. Géologie : constitution granitique. On parle le breton. »

Le calvaire de Confort, vandalisé pendant la Révolution française, fut restauré en 1870 par le sculpteur Yan Larhantec.
Le pardon de Notre-Dame-de-Confort existait déjà en 1900, comme en témoigne une photographie.

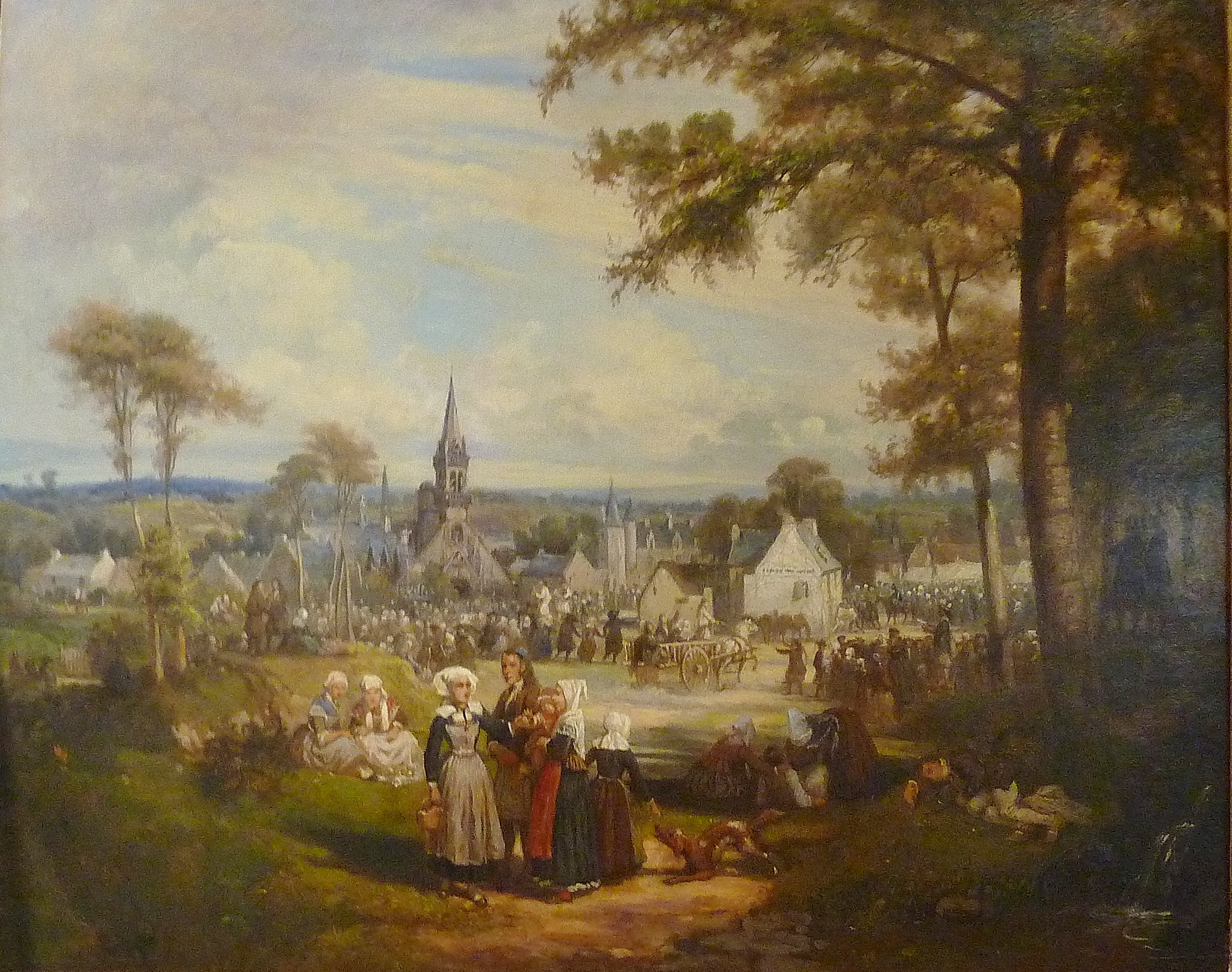
Louis Caradec : Kermesse bretonne (1850).
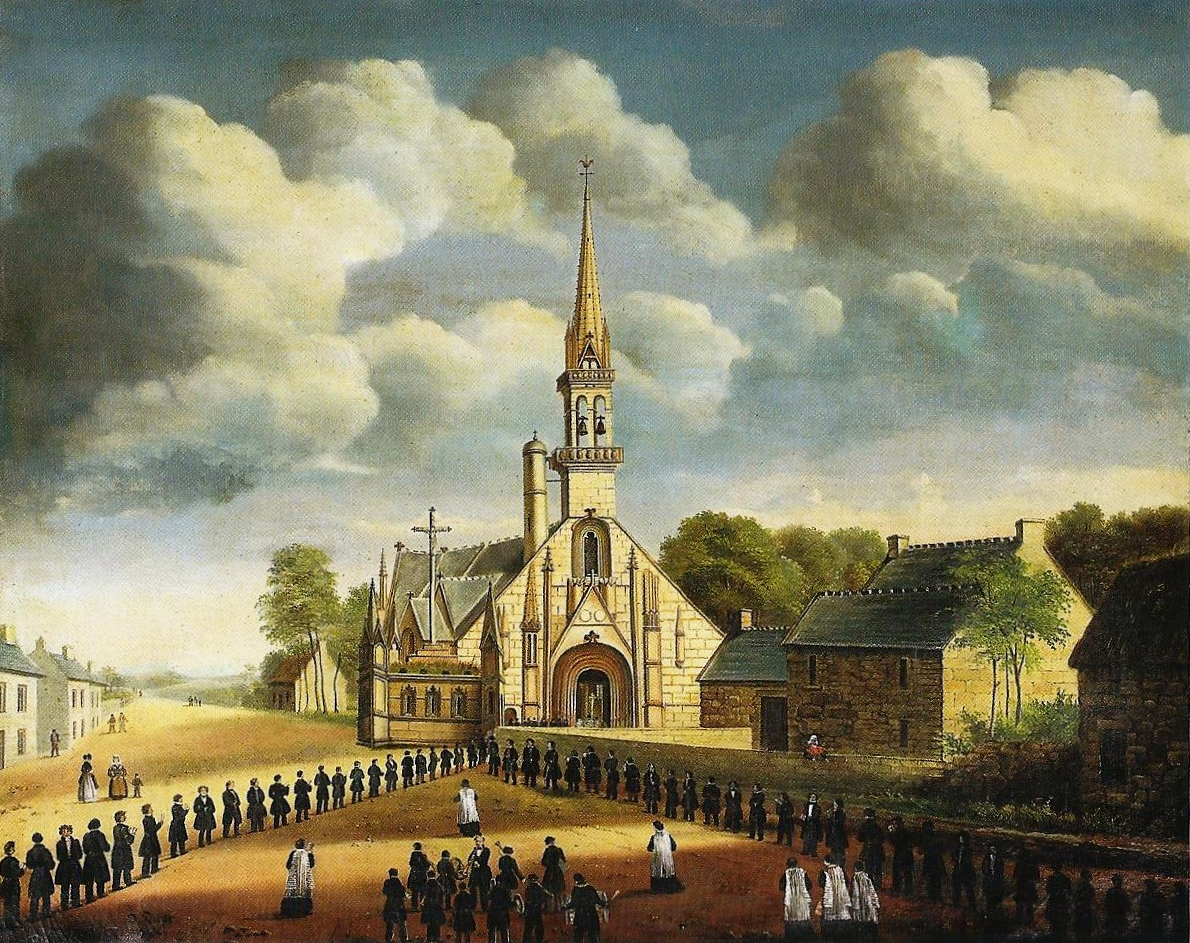
Dominique-Marie Dupé : Les séminaristes de Pont-Croix en pèlerinage à Notre-Dame de Confort (évêché de Quimper, vers 1850).
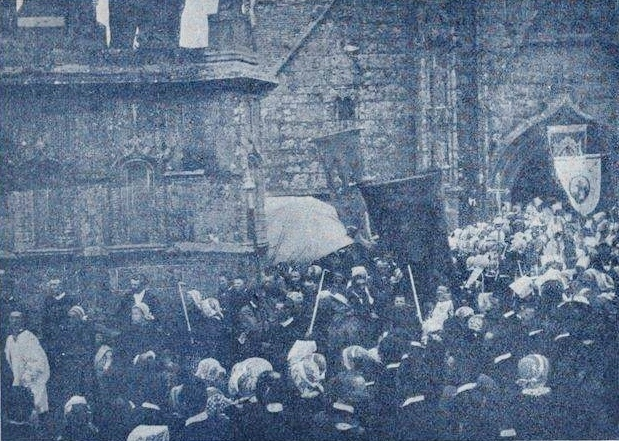
Confort : le pardon des enfants, la procession (vers 1900).
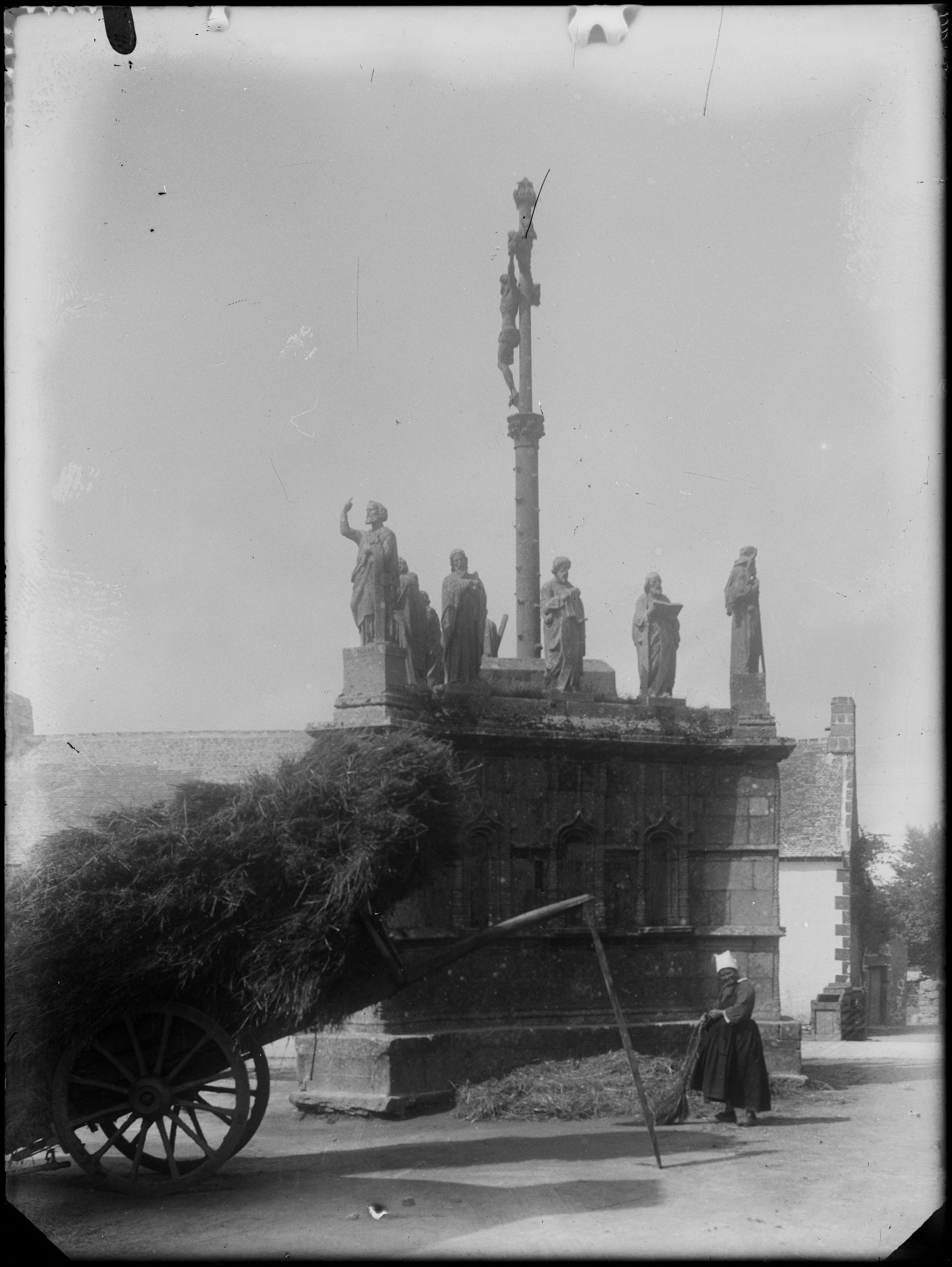
Le calvaire de Confort, avant 1905

#### L'école de hameau de Confort
Fin XIXe, la construction de 67 écoles de hameaux a été autorisée dans le Finistère par deux décrets :
- le décret du 25 octobre 1881 qui a délégué une subvention pour 18 écoles de hameaux sur l'arrondissement de Quimperlé ; toutes ont été bâties ;
- le décret du 14 mars 1882 qui a délégué une subvention pour 50 écoles de hameaux sur les quatre autres arrondissements du département (Brest, Châteaulin, Morlaix, Quimper) à choisir dans les communes « dont le territoire est le plus étendu et les ressources les plus restreintes » ; 49 ont été bâties dont celle de Confort[46].

### LeXXesiècle

#### La Belle Époque
L'école des filles de Meilars est laïcisée en vertu de la loi sur les congrégations par arrêté du préfet du Finistère en date du 31 juillet 1904. Le projet de construction d'une nouvelle école communale de filles est mis en adjudication en 1905.

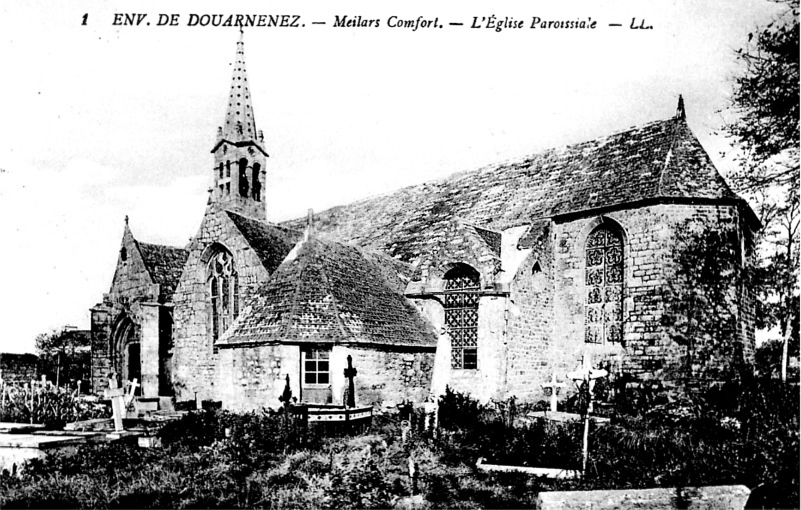
L'église paroissiale de Meilars et son cimetière au début du XXe siècle (carte postale Léon & Lévy).

Le manoir de Kervénargant et son domaine d'une trentaine d'hectares, aini que la métairie de Kervénargant et ses 20 hectares, la tenue à domaine congéable de Lézourégan et Kervoal d'une superficie de 12 hectares (en Poullan) et deux autres tenues à domaine congéable de 9 et 6 ha respectivement, ainsi qu'une maison de ville située à Douarnenez, sont mises en vente par adjudication volontaire en 1906.

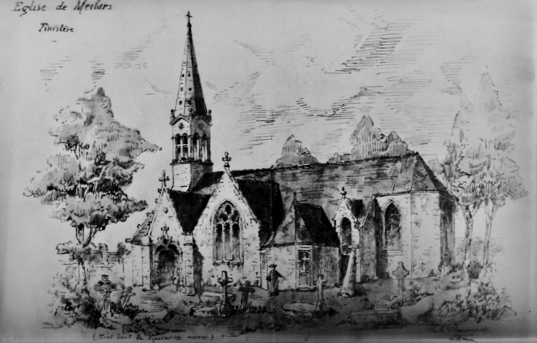
Dessin par Charles Chaussepied de l'église paroissiale Saint-Mélar en 1909.

En 1912, l'église Saint-Mélar de Meilars, qui fut église paroissiale jusqu'en 1910, menaçait de s'écrouler ; des travaux importants permirent de la sauver. Mais la décision de faire les travaux n'alla pas sans polémiques :
« L'église de Meilars (...) est une des plus anciennes de Bretagne, celle peut-être où apparaît la première pensée de l'art roman breton. En décembre 1911 le terrible ouragan qui s'était abattu sur la région laissa l'église dans l'état le plus lamentable. Le conseil municipal se réunit d'urgence et décide (...) de voter une somme de trois mille francs pour la restauration de l'église ». Le préfet demande que le curé fasse une souscription pour financer les travaux. Il réunit péniblement 300 francs. La nouvelle municipalité élue dans l'intervalle (me maire étant toujours Guillaume Bariou) ne consentit qu'un budget de 300 francs également... crédit qui fut refusé par le préfet. Pendant ce temps « les murs de l'église sont lézardés de toutes parts, les pignons se déversent vers l'extérieur, entraînant les voûtes des ouvertures dont les meneaux disloqués menacent de tomber ; l'eau rentre à l'intérieur par les croisées béantes, par les appuis brisés et par les toitures complètement pourries et en grande partie privées d'ardoise (...). Dans trois mois, peut-être avant, au premier orage, il faudra jeter bas l'église de Meilars, où l'on priait depuis plus de huit cents ans ! ».

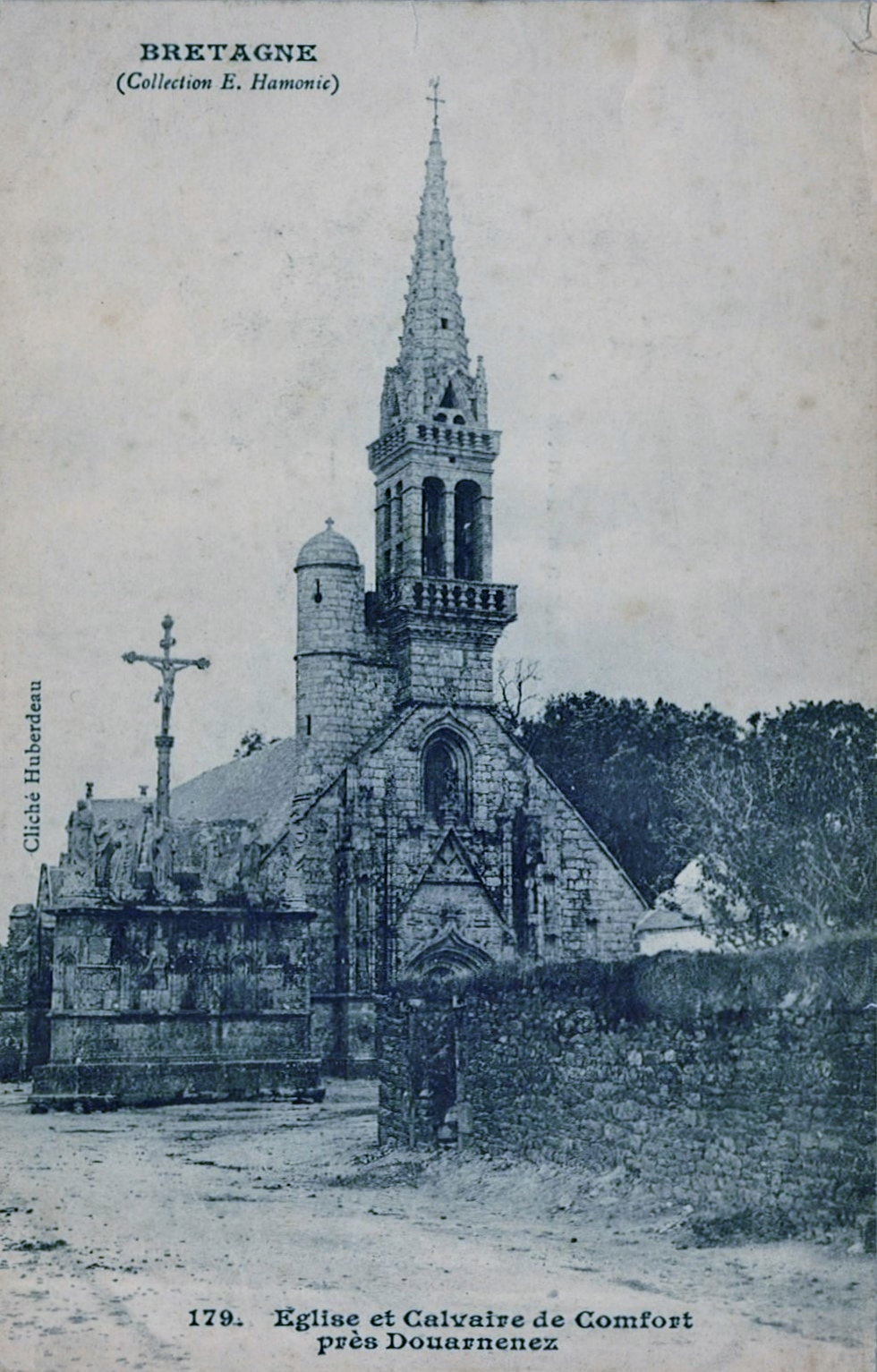
Confort : l'église et le calvaire au début du XXe siècle (carte postale Émile Hamonic).
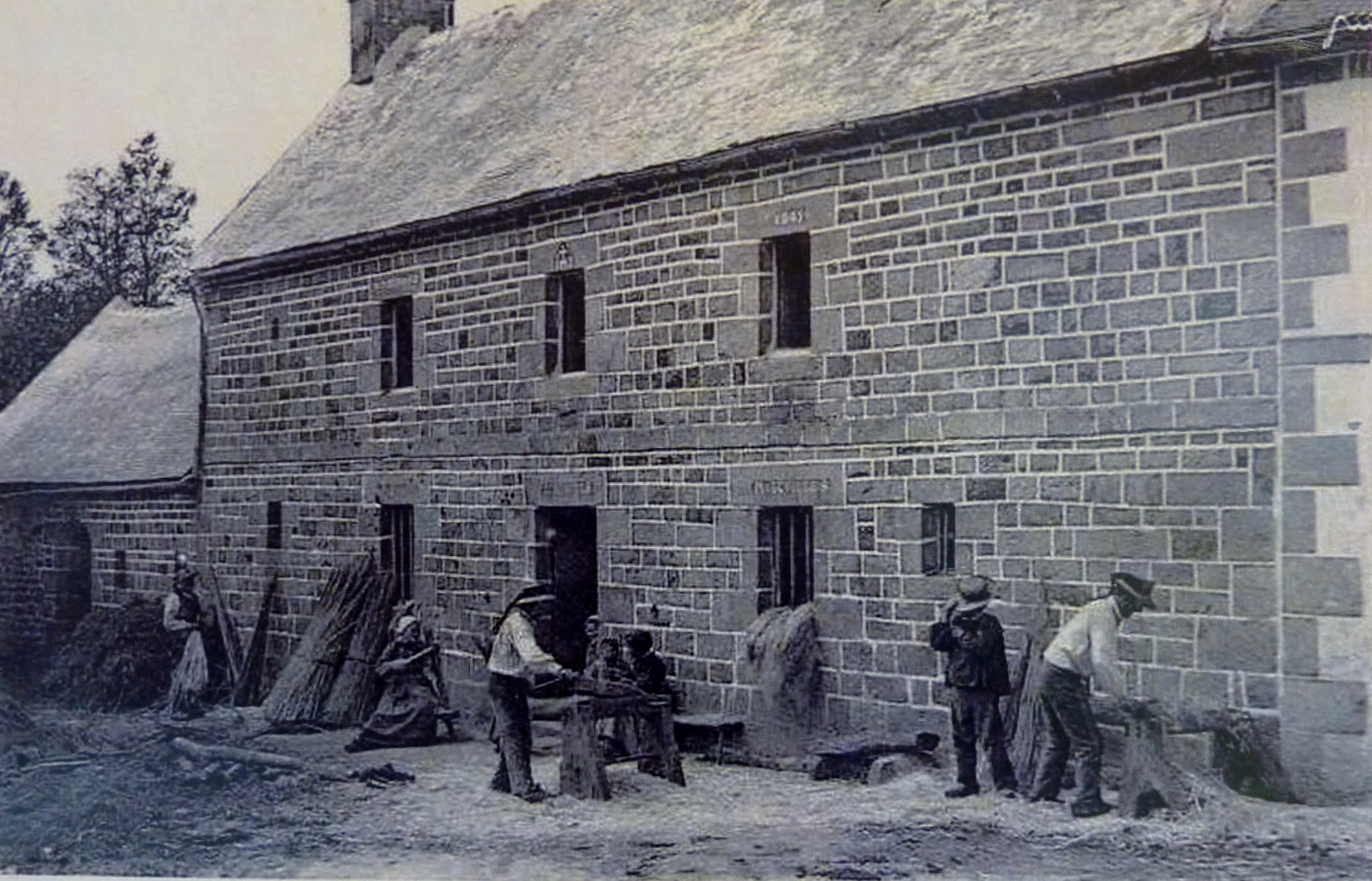
Teilleurs de chanvre à Confort-Meilars au début du XXe siècle.
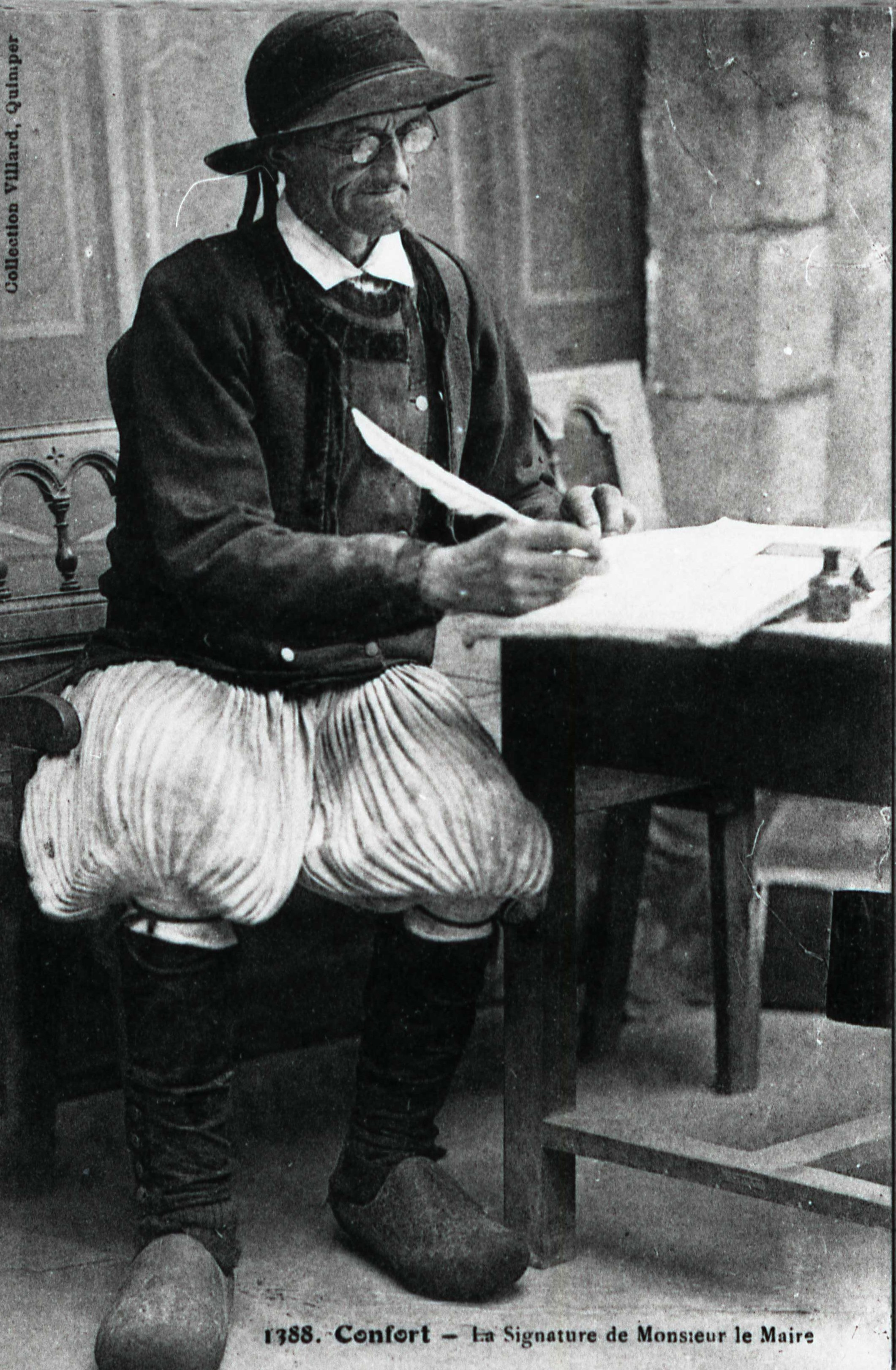
Le maire de Meillars en costume breton vers 1900.
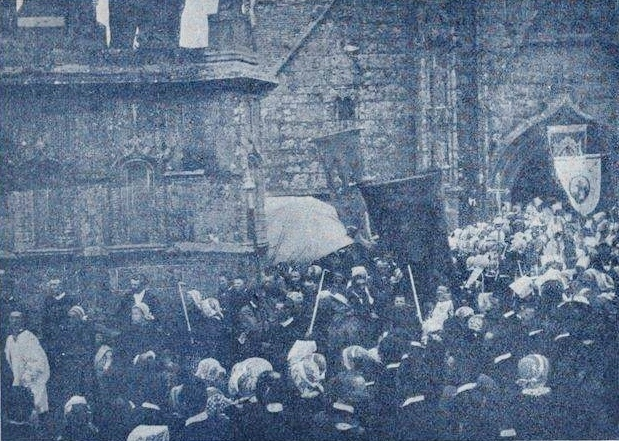
Confort-Meilars : le pardon des enfants vers 1900.
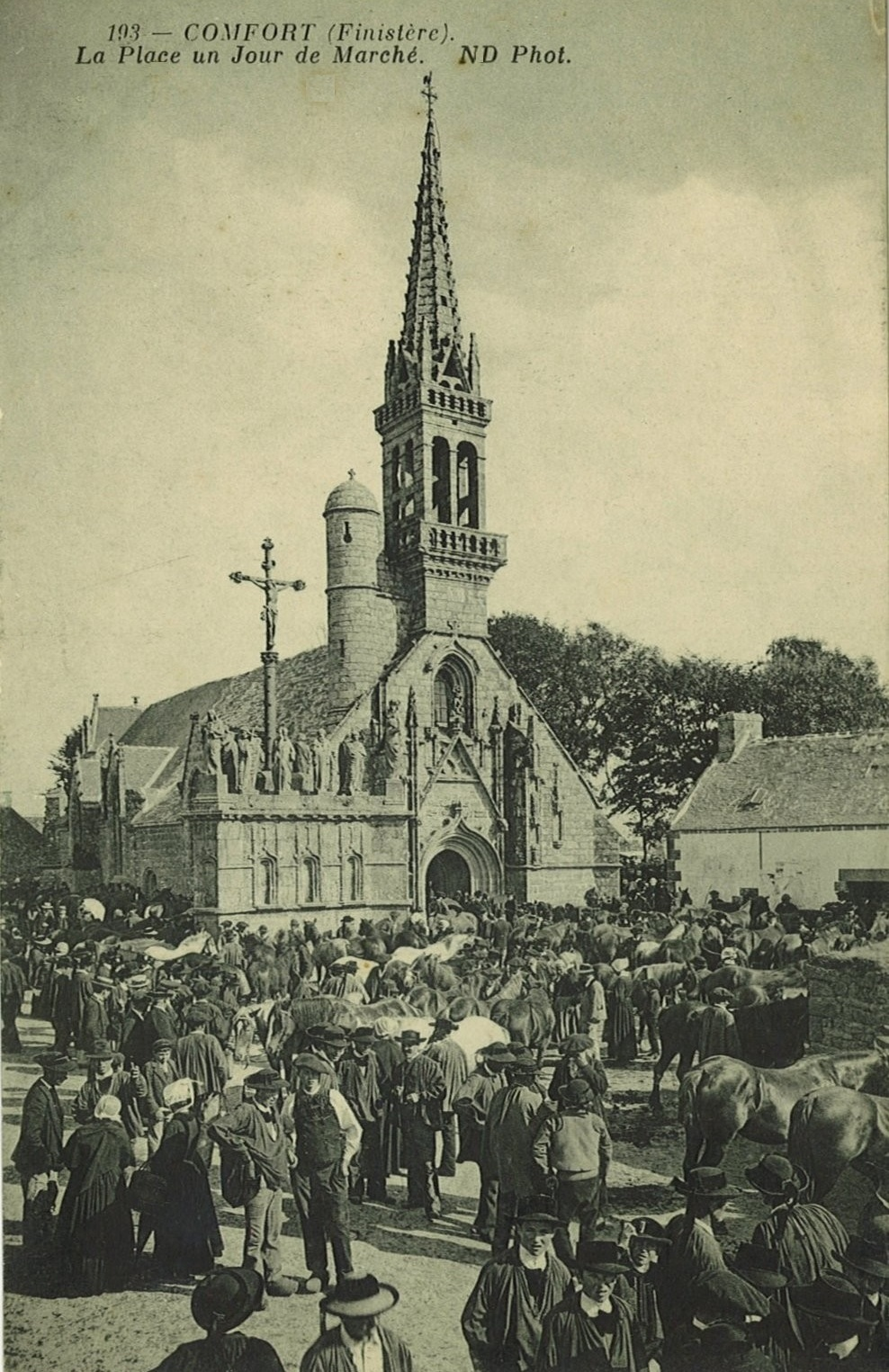
La Place de l'église de Confort un jour de marché au début du XXe siècle (carte postale ND Photo).
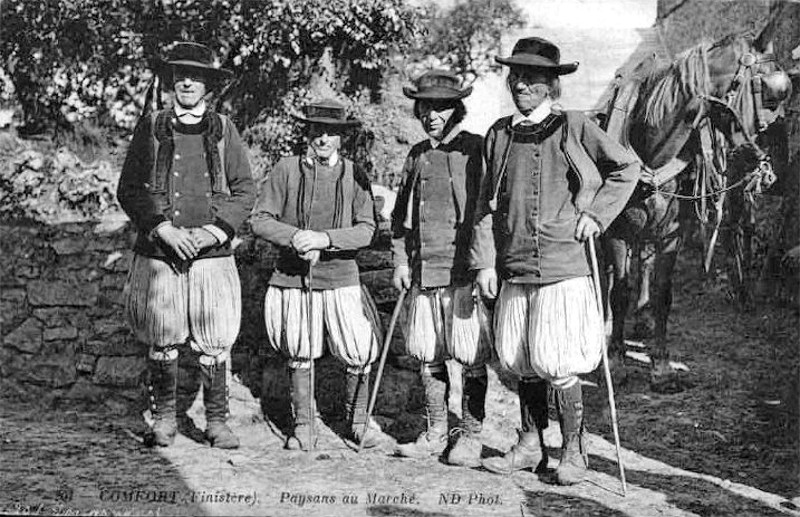
Paysans au marché de Confort vers 1910 (carte postale ND Photo).

#### La Première Guerre mondiale

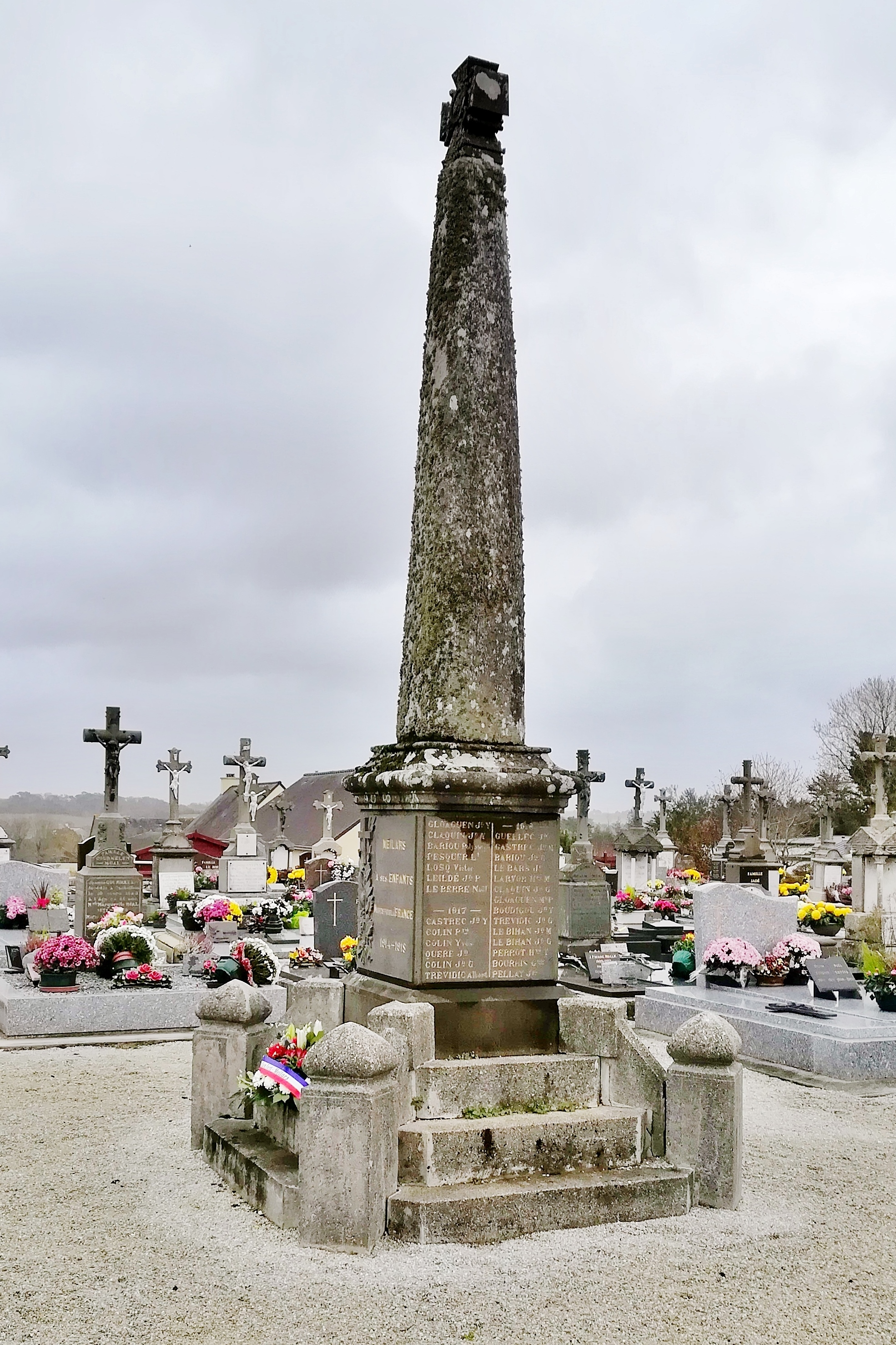
Le monument aux morts de Meilars.

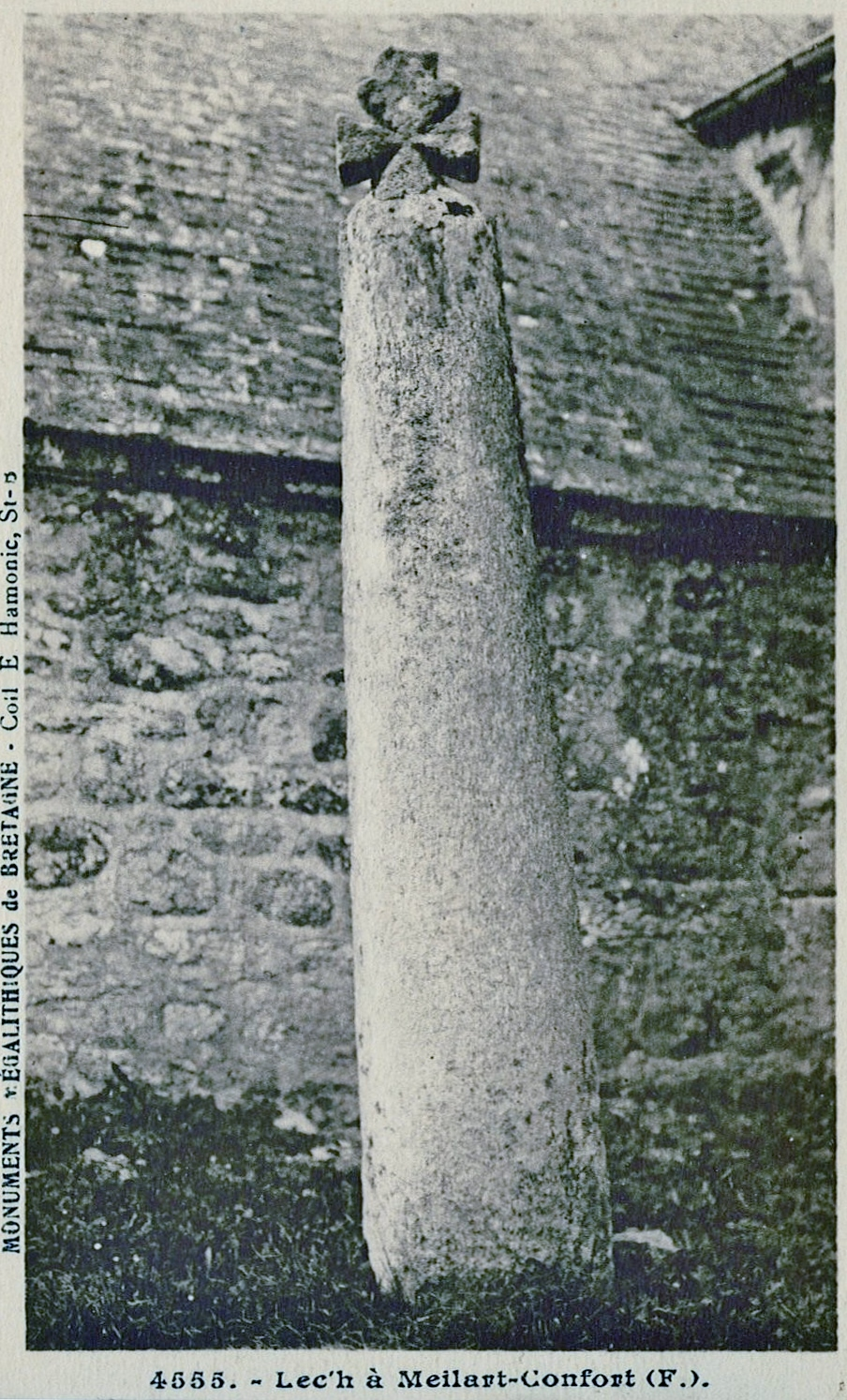
La stèle gauloise tronconique christianisée (dénommée à tort "lec'h" par l'auteur de la carte postale) de Confort au début du XXe siècle) ; c'est elle qui a été par la suite utilisée comme support du monument aux morts de la Première Guerre mondiale).

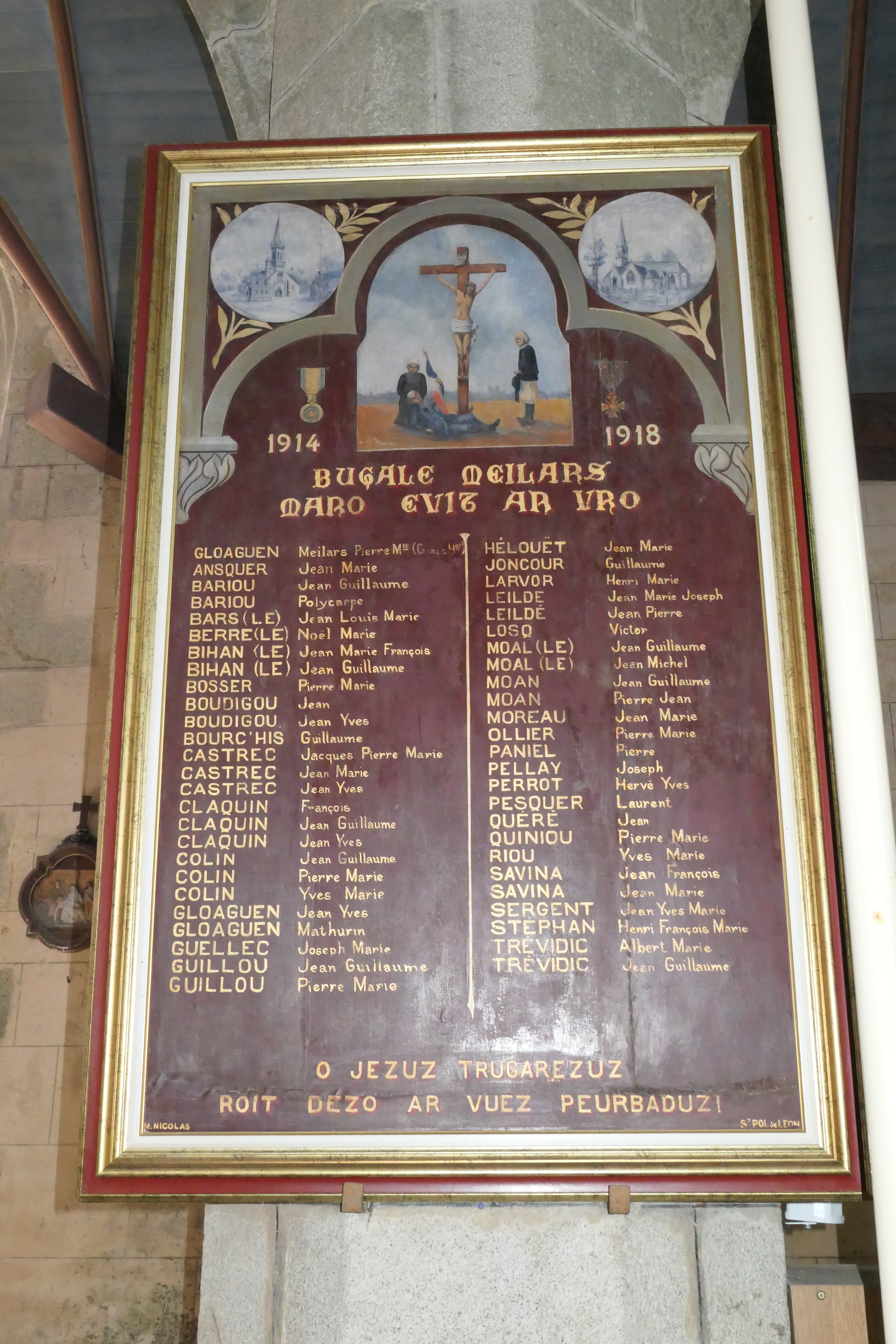
Le monument aux morts de la Première Guerre mondiale dans l'église Notre-Dame-de-Confort.

Le monument aux morts de Confort-Meilars porte les noms de 50 soldats et marins morts pour la France pendant la Première Guerre mondiale : 3 (Guillaume Bourhis, Jean Guillaume Claquin, Jean Helouët) sont des marins disparus en mer ; 3 sont morts en Belgique dont deux (Jean Guillou et Jean Marie Leildé) à Rossignol le 22 août 1914 et un (Guillaume Trévidic) à Dinant le 19 novembre 1918, donc après l'armistice ; 2 sont morts dans les Balkans dans le cadre de l'expédition de Salonique (Jean Pierre Leildé en Grèce en 1916 et Jean Yves Castrec en Serbie en 1917) ; Jean Savina a été tué à Achi-Baba (Turquie) lors de la Bataille de Sedd-Ul-Bahr ; 2 (Jean Guillaume Le Bihan, Jean Marie Le Bihan) sont morts alors qu'ils étaient prisonniers en Allemagne ; la plupart des autres sont morts sur le sol français (parmi ceux-ci, Jean Bariou et Jean Le Moan ont été décorés de la Médaille militaire et de la Croix de guerre, Albert Trividic de la Médaille militaire, Jean Boudigou et Jean Yves Castrec de la Croix de guerre ; Pierre Gloaguen, lieutenant au 118e régiment d'infanterie, tué à l'ennemi le 30 septembre 1918 à Cuperly (Marne), a été fait chevalier de la Légion d'honneur).
Le monument aux morts de Meilars, situé dans le placître de l'église paroissiale, est une ancienne stèle tronconique gauloise en granite dont la base est intégré dans un socle en kersantite ; sculpté par Brénéol, d'Audierne, il est surmonté d'une croix militaire. Il a été inauguré le 29 octobre 1922.

#### L'Entre-deux-guerres

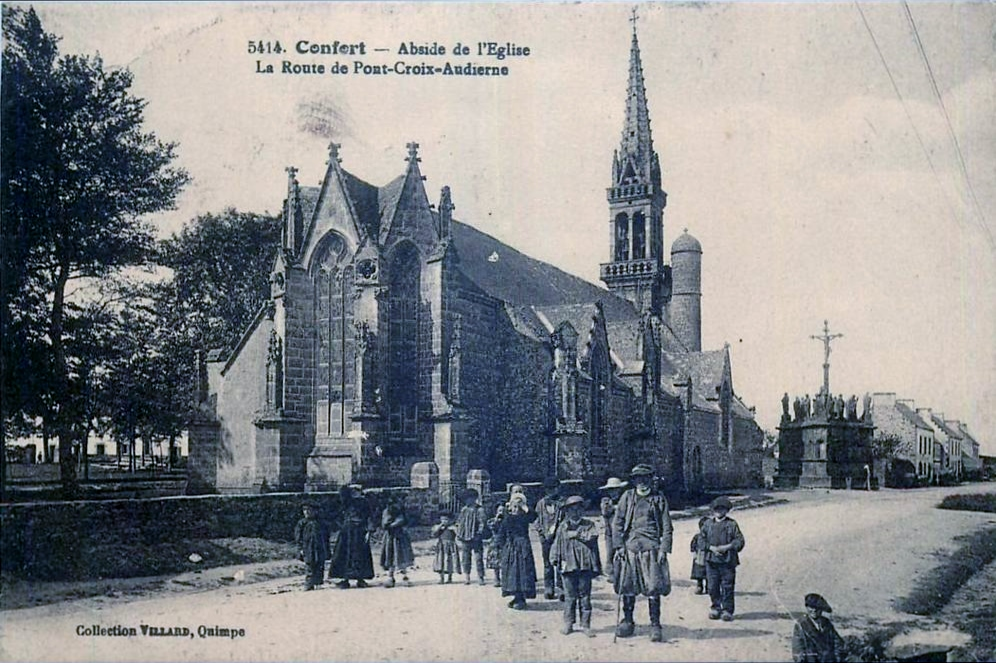
Confort vers 1920 (carte postale Villard).
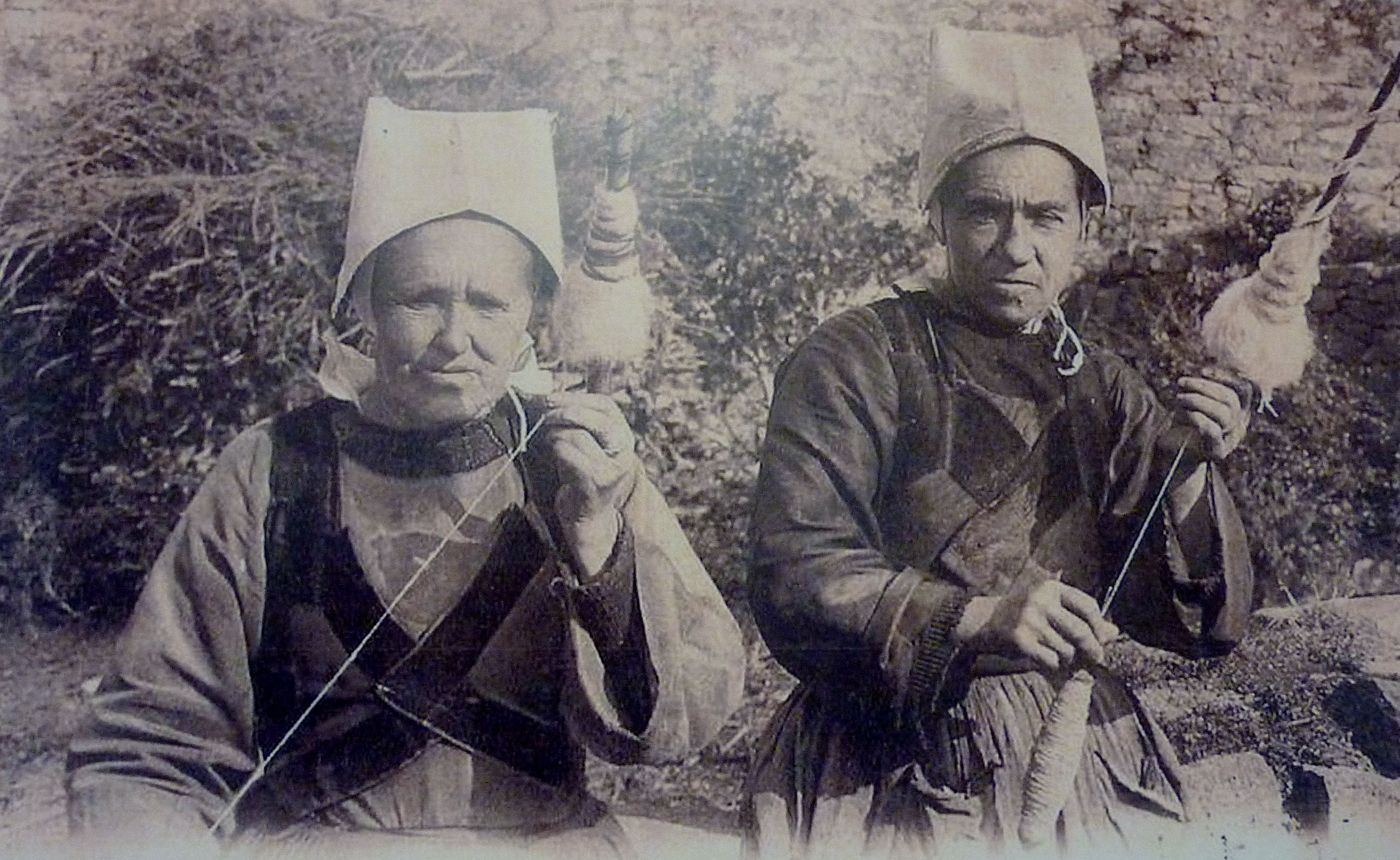
Paysannes fileuses de lin (ou de chanvre) à Confort vers 1920.
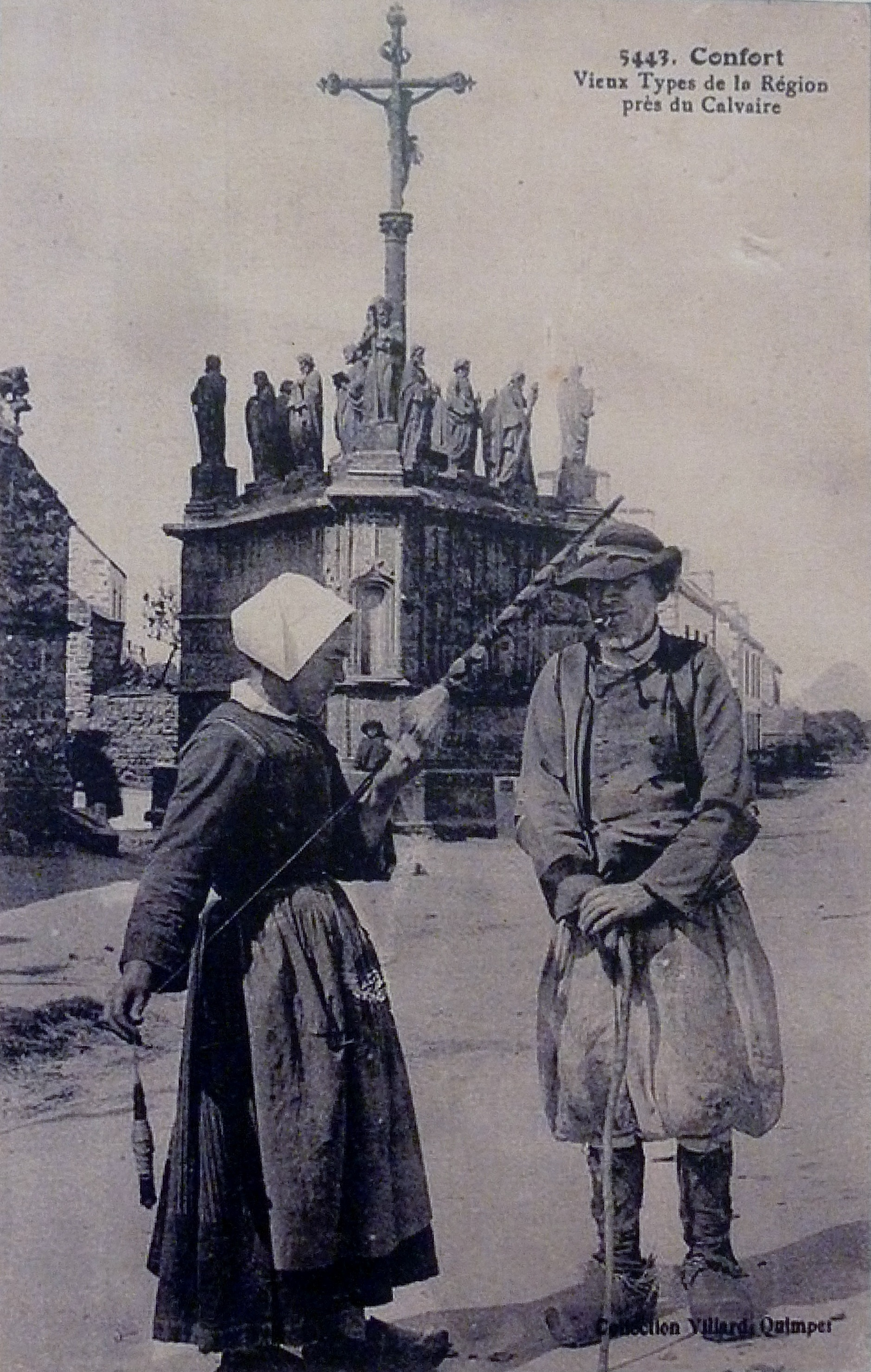
Deux personnes âgées devant le calvaire de Confort vers 1920 (carte postale Villard).
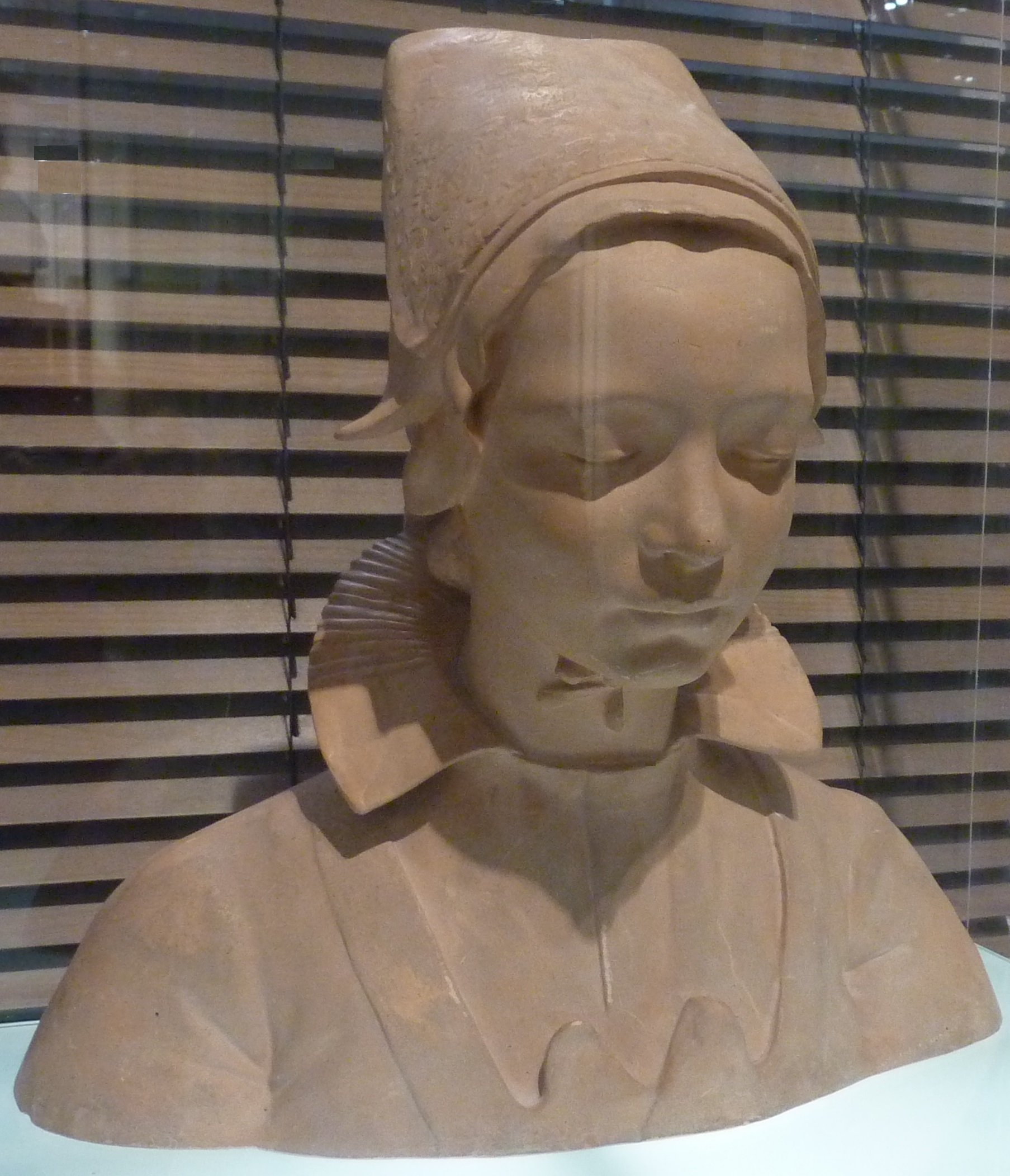
Paul-François Berthoud : Femme de Confort-Meilars (sculpture, vers 1920, musée départemental breton).

#### La Seconde Guerre mondiale
Des coups de feu ayant été tirés dans la nuit du 3 au 4 mai 1944, la population de Meilars fut rassemblée le 4 mai au matin sur la place publique ; Jean Le Goff et son fils, boulangers, furent arrêtés et leur maison incendiée.
Le monument aux morts de Confort-Meilars porte les noms de 16 personnes mortes pour la France pendant la Seconde Guerre mondiale ; parmi elles Jean François Le Goff, Jean Guillaume Le Goff et Guillaume Savina, tous trois morts en déportation, le premier le 19 janvier 1945 à Melk (Autriche), le second le 22 janvier 1945 au camp de concentration de Neuengamme (Allemagne), le troisième à une date et en un lieu inconnus ; deux (Jean Marcel Claquin et Guillaume Gloaguen) sont des marins morts en mer ; Yves Bariou est décédé le 31 mars 1945 en Allemagne.

#### L'après Seconde Guerre mondiale
Un soldat originaire de Confort-Meilars (Roger Celton) est mort pour la France pendant la guerre d'Algérie.

### LeXXIesiècle

#### De Meilars à Confort-Meilars
À la suite d'une demande effectuée en 1995, par décret du 1er février 2001, la commune de Meilars a pris le nom de Confort-Meilars, ce changement de nom se justifiant en raison de l'importance croissante du hameau de Confort, bien situé sur une route départementale fréquentée (la D 765, ancienne route nationale 165), et du déclin de l'ancien bourg de Meilars, beaucoup plus isolé. En fait cette nouvelle dénomination était spontanément en usage dès la fin du XIXe siècle.

#### La transformation d'une ancienne décharge en biotope à vocation paysagère
L'ancienne carrière de Ker'Houanton, devenue ensuite une décharge à ciel ouvert, accueillant notamment des mâchefers, a été réhabilitée par la plantation d'arbres de diverses essences forestières, ainsi que des pommiers à cidre, afin d'y créer un biotope diversifié accueillant notamment des oiseaux.

### Liste des maires

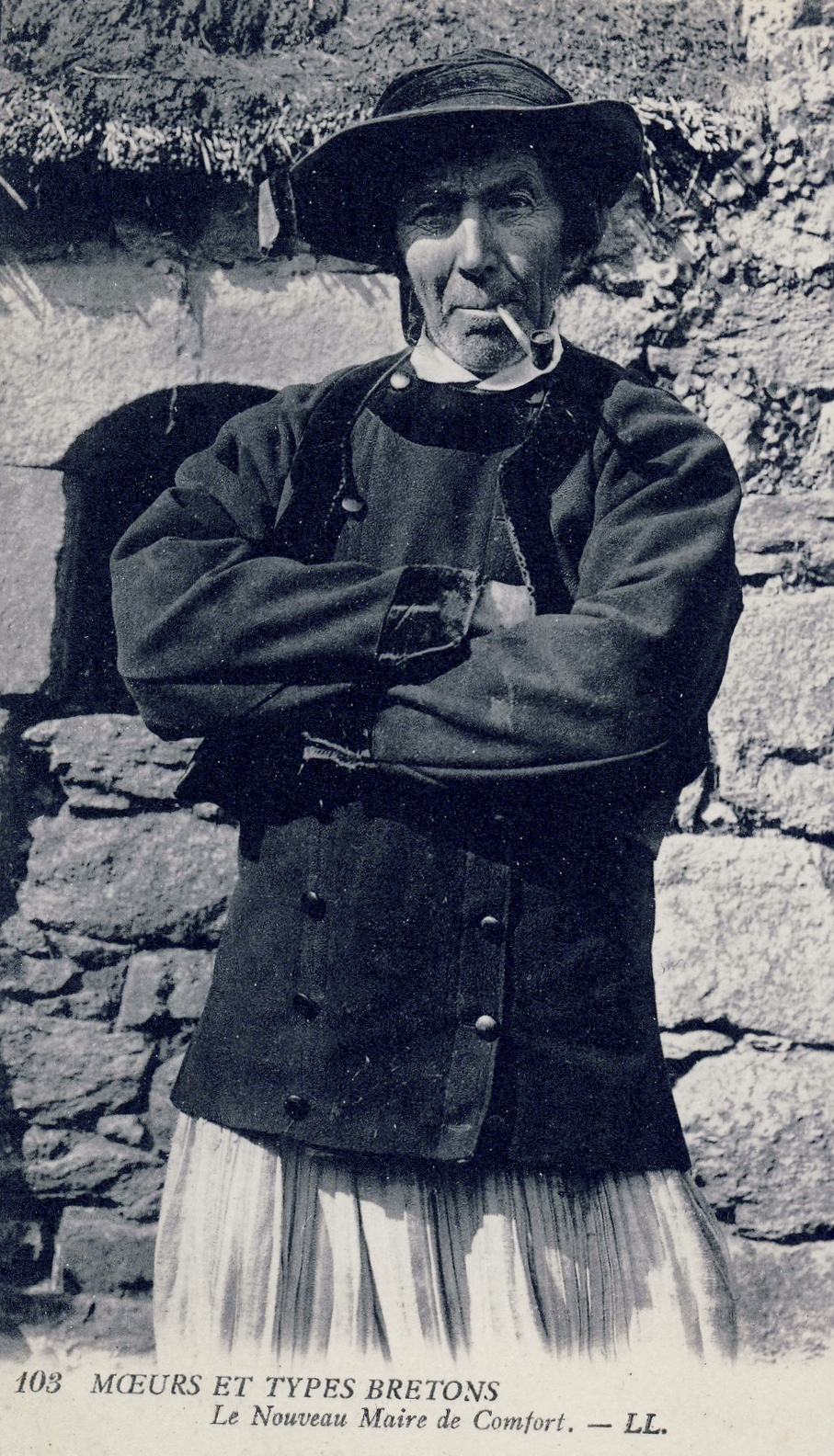
Un maire de Confort-Meilars au début du XXe siècle (carte postale Léon & Lévy).

## Démographie
| 1793 | 1800 | 1806 | 1821 | 1831 | 1836 | 1841 | 1846 | 1851  |
| ---- | ---- | ---- | ---- | ---- | ---- | ---- | ---- | ----- |
| 986  | 697  | 765  | 915  | 924  | 965  | 973  | 994  | 1 040 |

| 1856  | 1861  | 1866  | 1872  | 1876  | 1881  | 1886  | 1891  | 1896  |
| ----- | ----- | ----- | ----- | ----- | ----- | ----- | ----- | ----- |
| 1 049 | 1 055 | 1 068 | 1 016 | 1 066 | 1 055 | 1 111 | 1 174 | 1 175 |

| 1901  | 1906  | 1911  | 1921  | 1926 | 1931 | 1936 | 1946 | 1954 |
| ----- | ----- | ----- | ----- | ---- | ---- | ---- | ---- | ---- |
| 1 196 | 1 150 | 1 143 | 1 055 | 994  | 974  | 905  | 873  | 780  |

| 1962 | 1968 | 1975 | 1982 | 1990 | 1999 | 2004 | 2006 | 2009 |
| ---- | ---- | ---- | ---- | ---- | ---- | ---- | ---- | ---- |
| 670  | 635  | 601  | 695  | 727  | 747  | 752  | 762  | 884  |

| 2014 | 2019 | 2022 | - | - | - | - | - | - |
| ---- | ---- | ---- | - | - | - | - | - | - |
| 890  | 873  | 860  | - | - | - | - | - | - |

## Culture locale et patrimoine

### Lieux et monuments

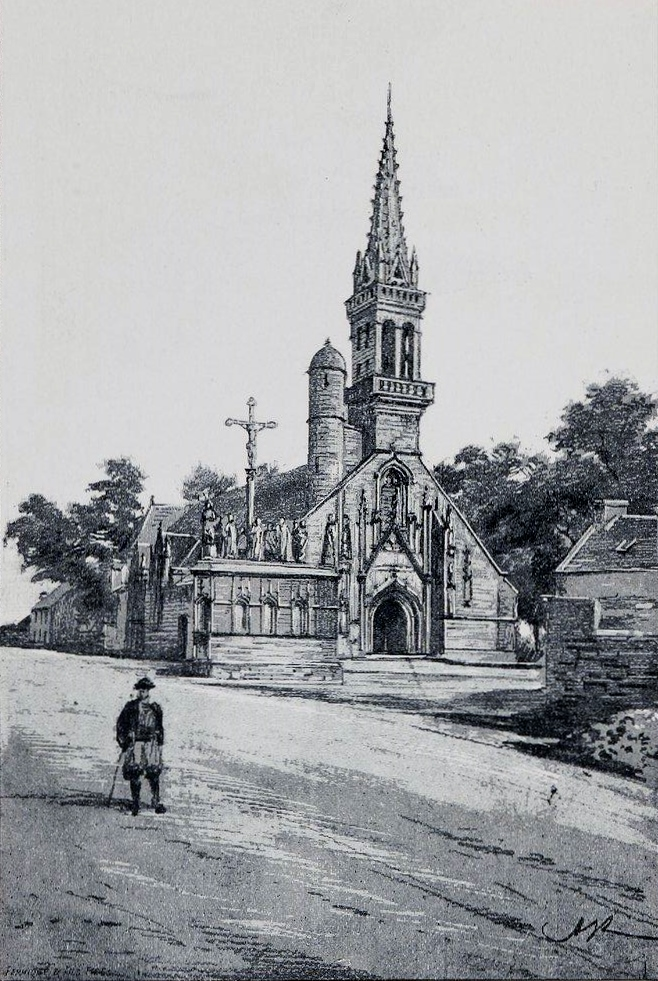
Le calvaire et l'église Notre-Dame-de-Confort (dessin de A. Karl, avant 1903)

#### Église Notre-Dame-de-Confort de Meilars

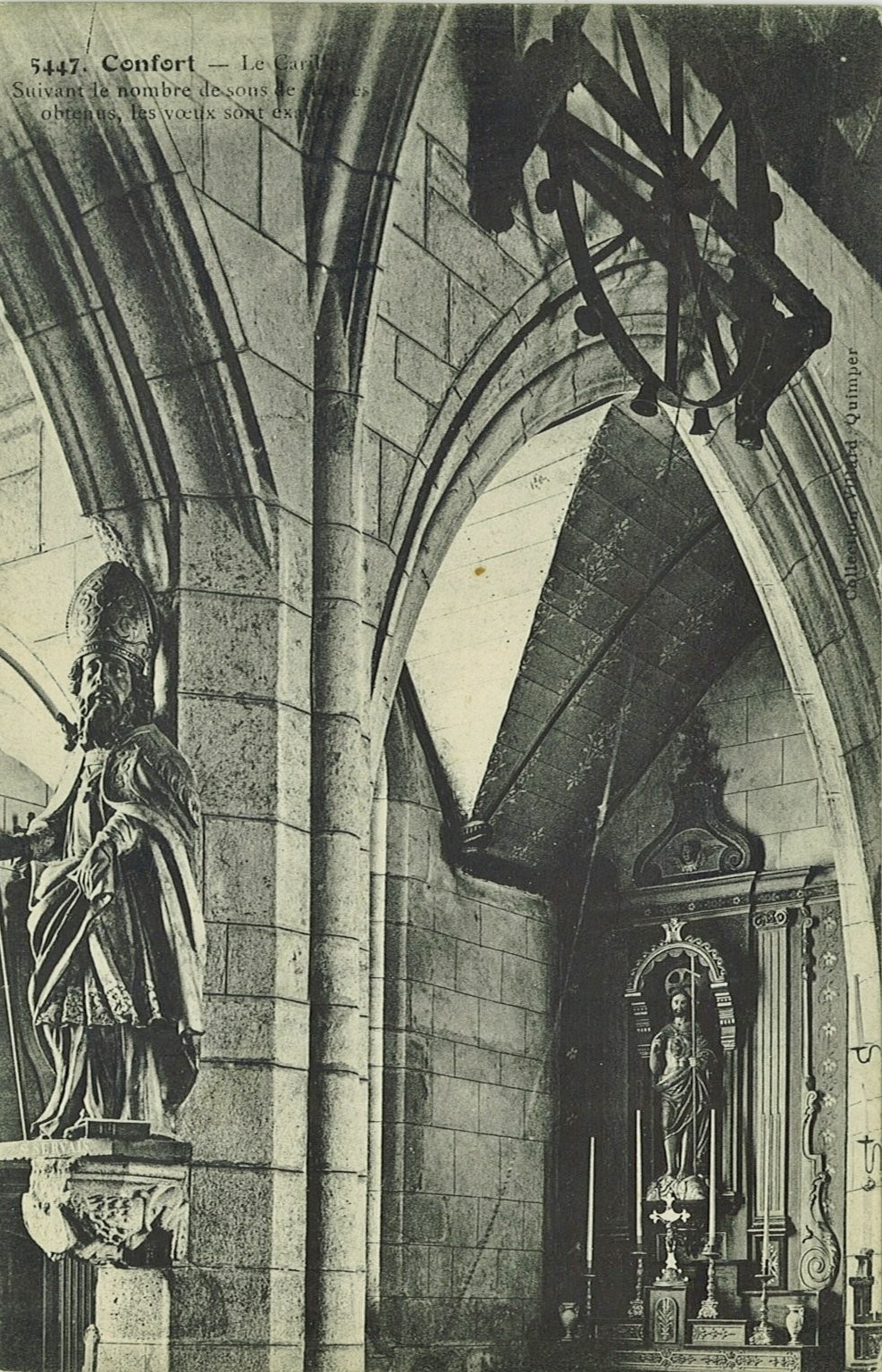
La roue à carillons de l'église Notre-Dame-de-Confort au début du XXe siècle (carte postale Villard, ainsi légendée : "Suivant le nombre de sons de cloches obtenus, les vœux sont exaucés").

La chapelle Notre-Dame-de-Confort est construite sous François Ier, entre 1528 et 1544. Elle a été fondée par Alain III de Rosmadec, marquis de Pont-Croix et comte de Molac, et son épouse, Jeanne du Chastel. Elle présente toutes les caractéristiques de la première période du style ogival. Alain III de Rosmadec a son portrait sur un vitrail, datant du XVIe siècle, de l'église. Au XVIe siècle l'église est très fréquentée par les pèlerins, et plus encore au XVIIe siècle après les prédications du Père Maunoir et l'octroi le 10 mai 1688 par le pape Innocent XI d'une bulle d'indulgence en faveur des pèlerins afin de favoriser la reconstruction de la chapelle victime d'un incendie l'année précédente.
L'extérieur se distingue par le grand nombre d'ouvertures, des fenêtres surmontées de frontons triangulaires ornés de crosses végétales, de croix et de bouquets trilobés. La façade sud fut restaurée en 1707 et la tour du clocher en 1736.
La chapelle fut vendue comme bien national le 29 prairial an III (17 juin 1795) ; elle redevint chapelle après la Révolution française et devint église paroissiale en 1910. Elle a été classée monument historique le 22 juillet 1914.
L'église abrite une grande roue à carillons qui surplombe le chœur et dont le cercle en bois est recouvert de douze clochettes. Les fidèles la font tourner et sonner à la messe, le dimanche, mais aussi pour les baptêmes et les mariages. Elle aurait le pouvoir miraculeux de redonner la parole aux enfants muets ou affectés d'un défaut d'élocution. L'origine de cette pratique serait un antique rituel en usage dans l'ancienne Armorique.

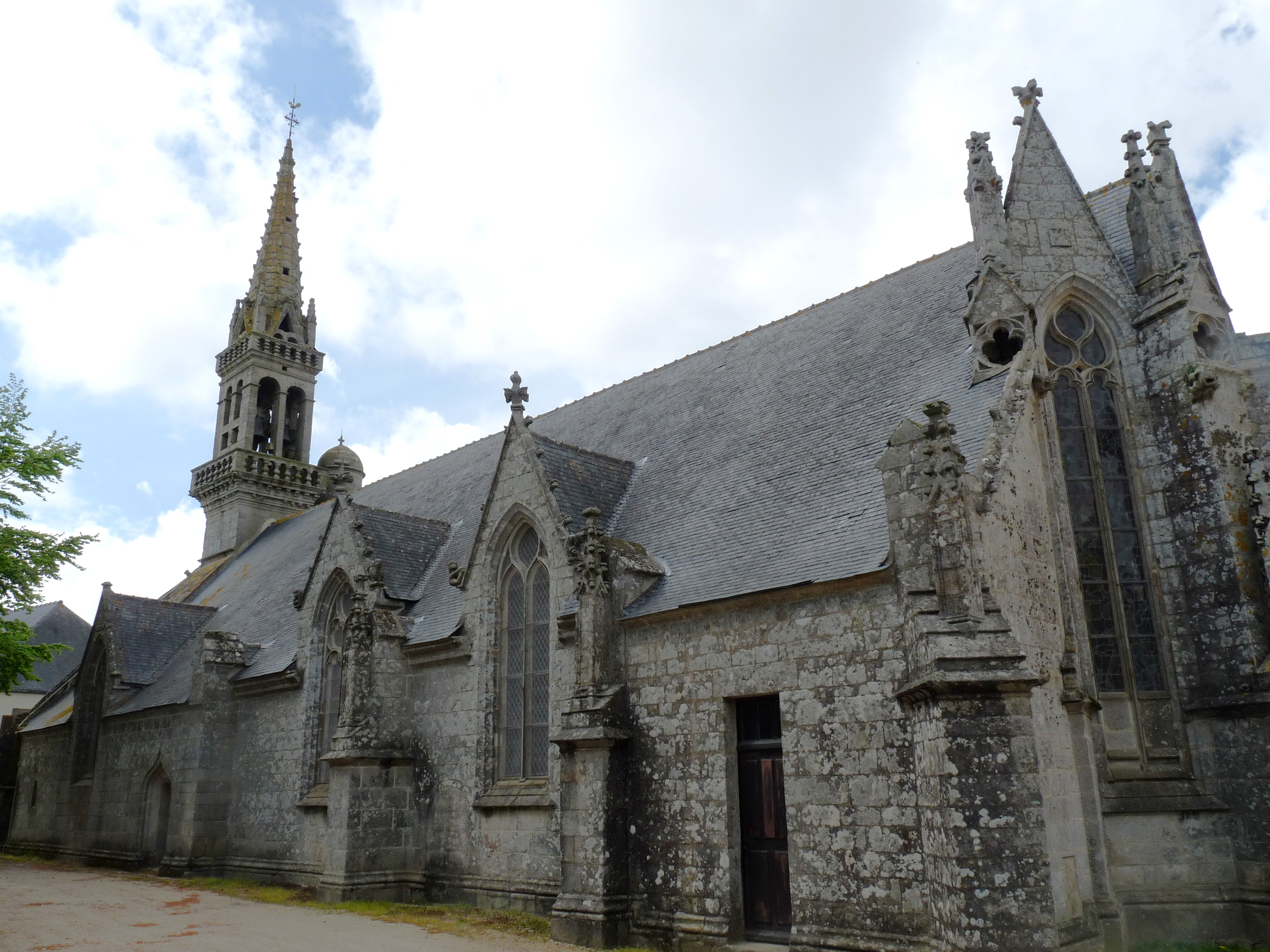
L'extérieur de l'église Notre-Dame de Confort.
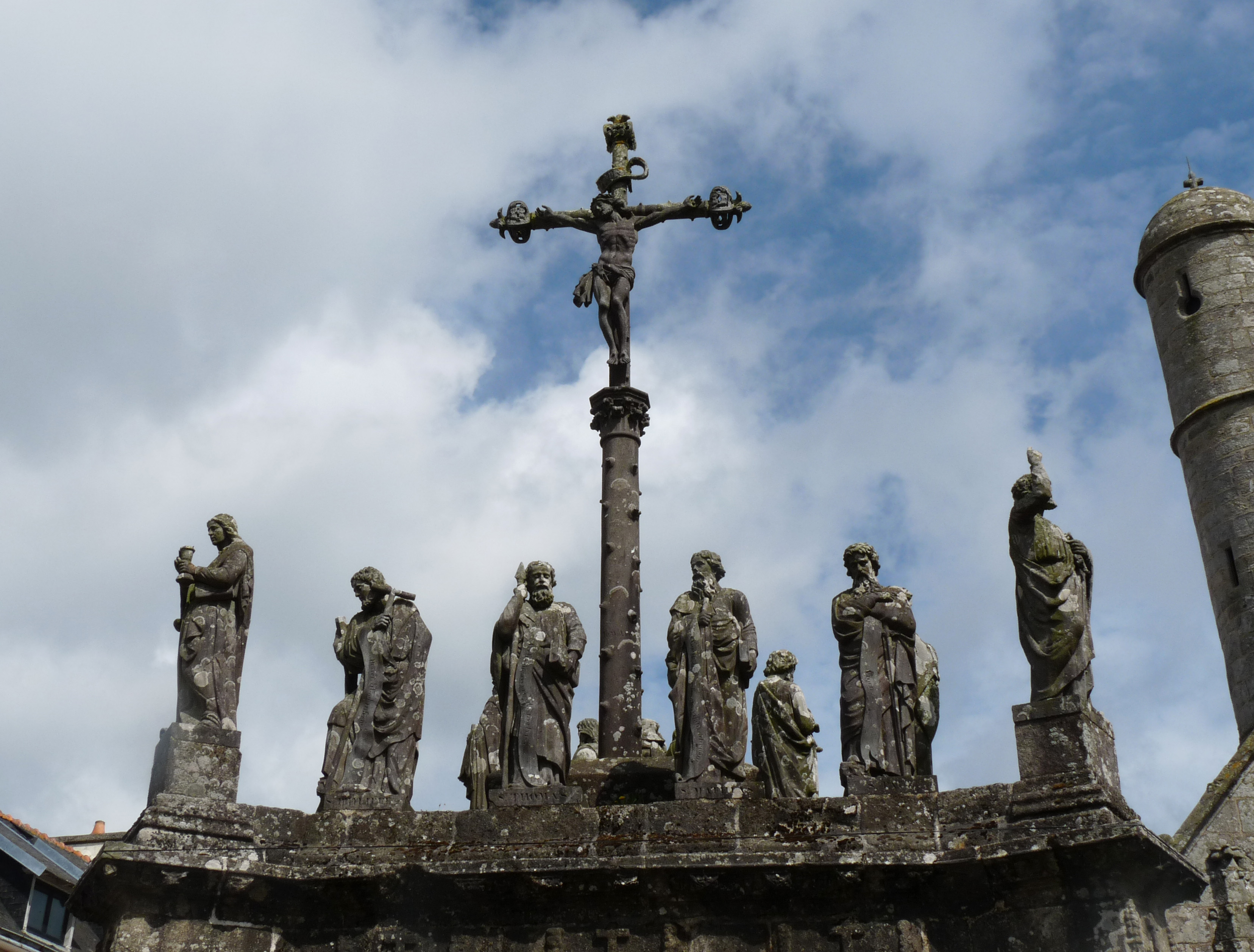
Les détails du calvaire.

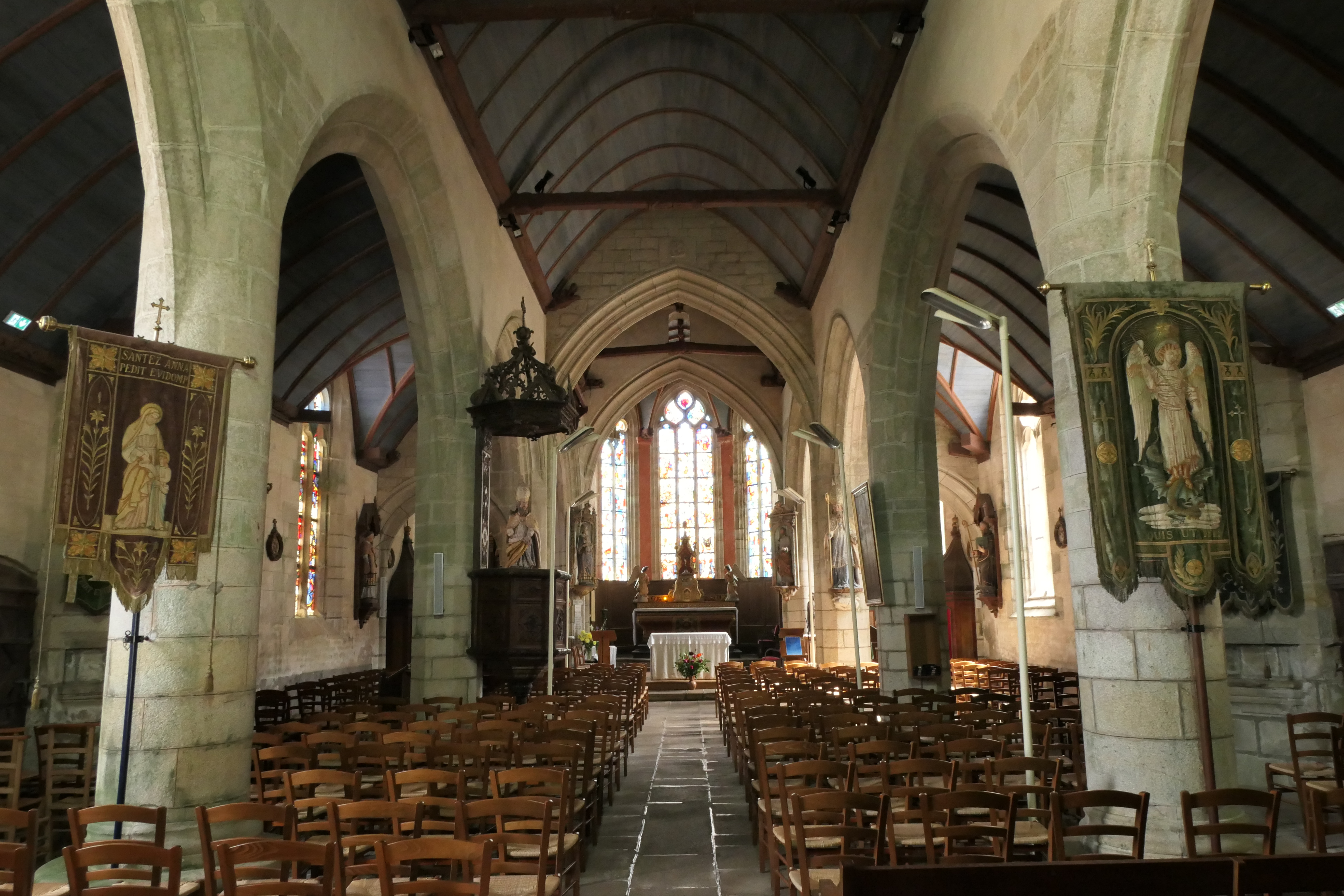
Église Notre-Dame-de-Confort : la nef.
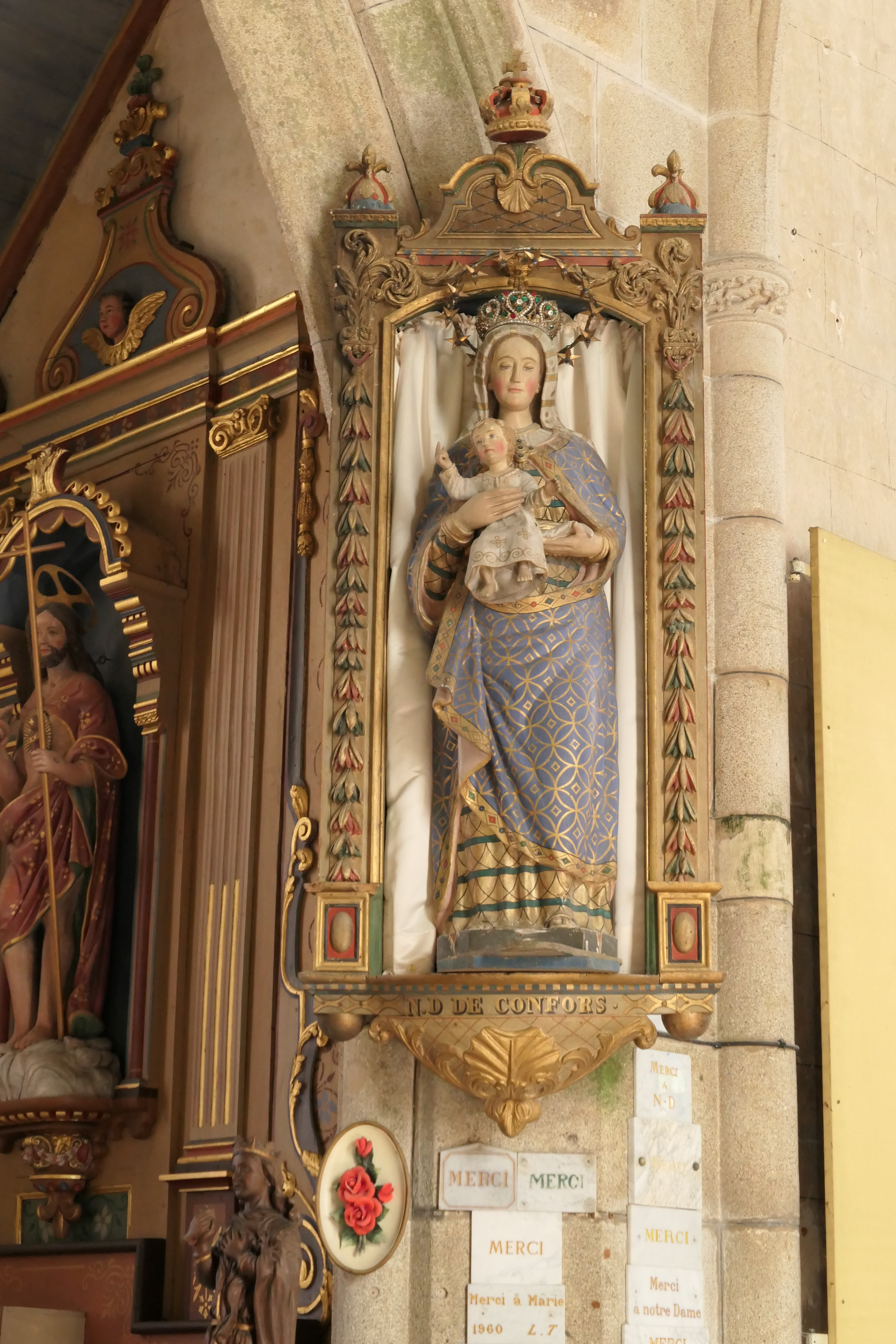
Statue de Notre-Dame de Confort et ex-votos de remerciement.
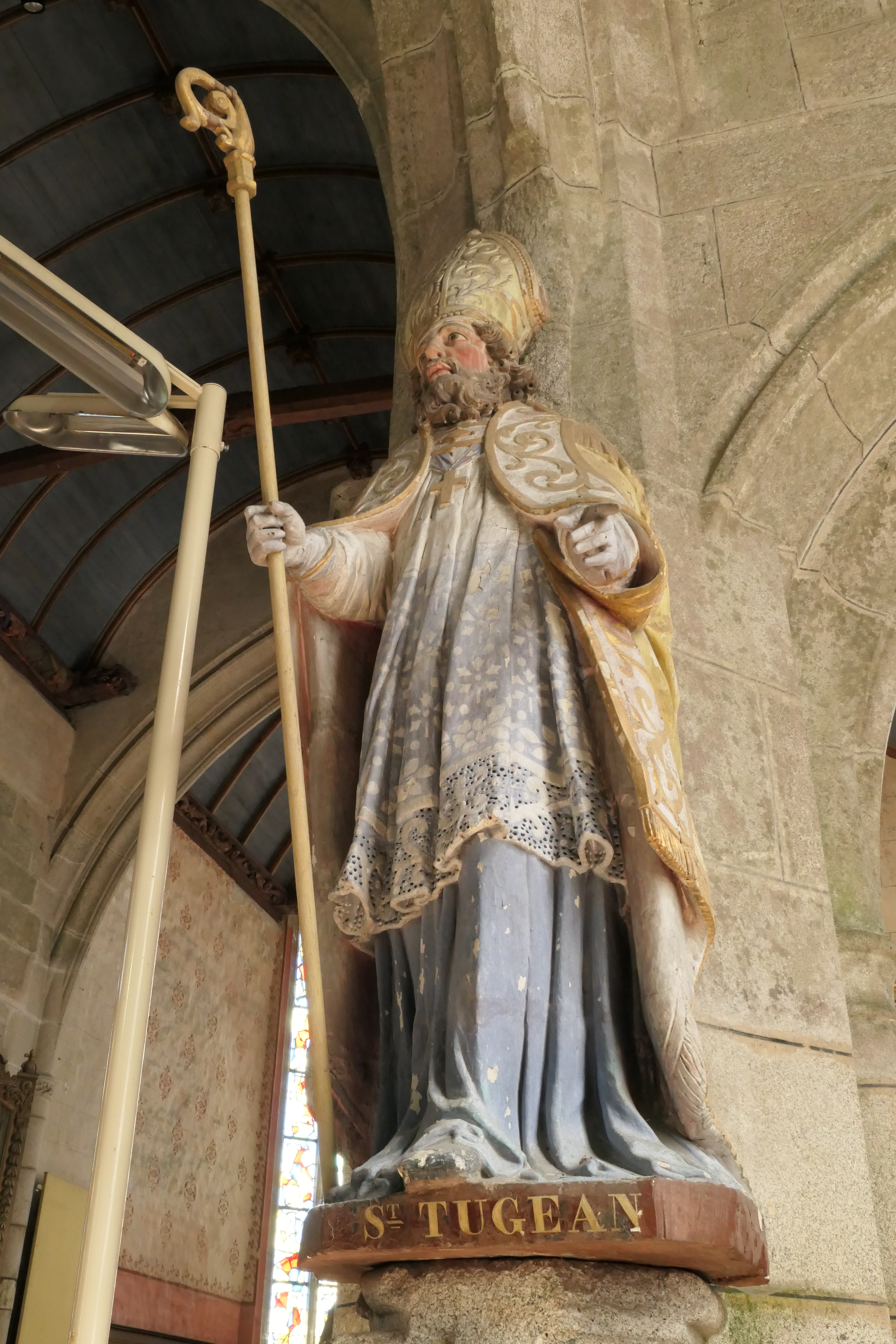
Statue de saint Tugen
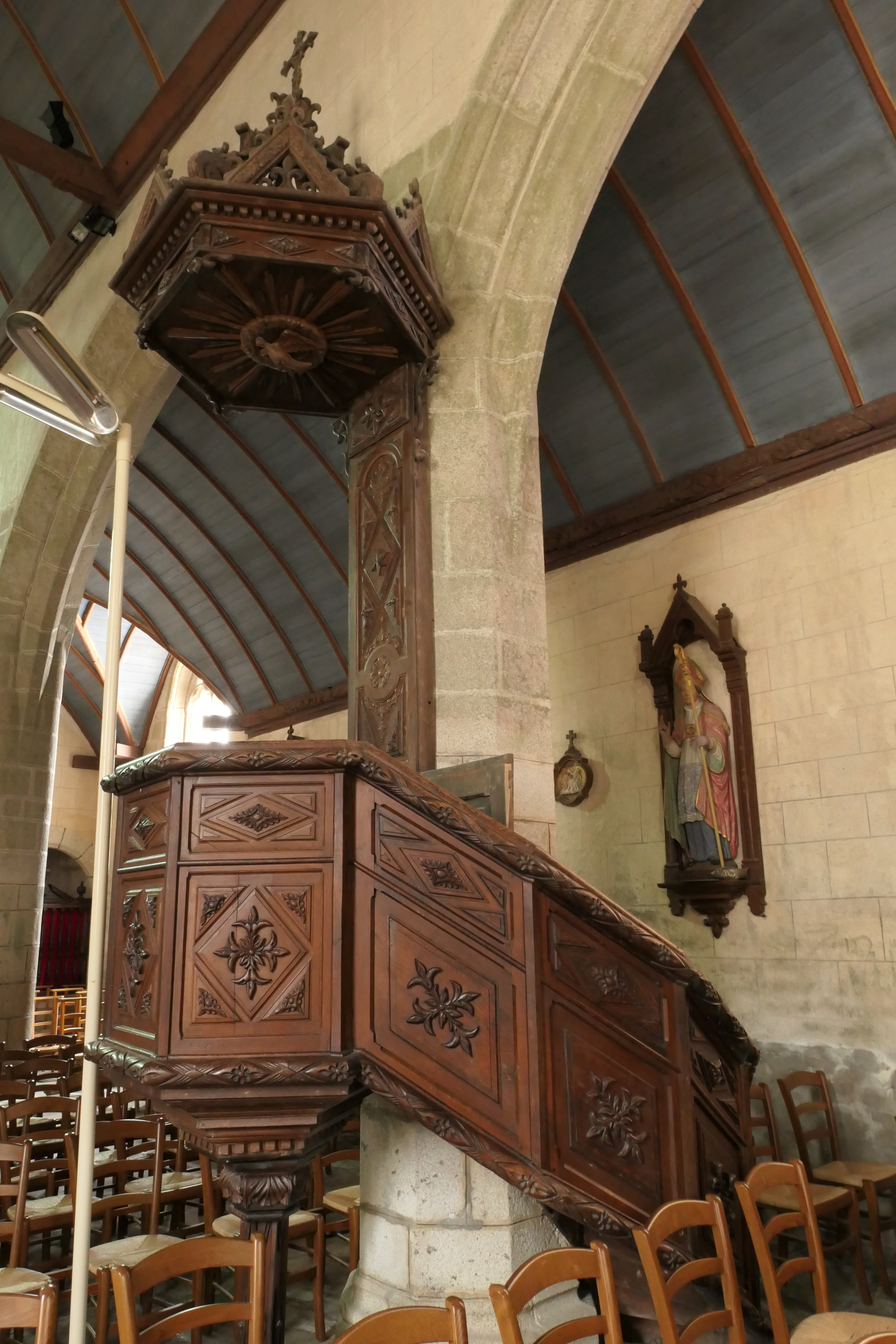
Chaire à prêcher.
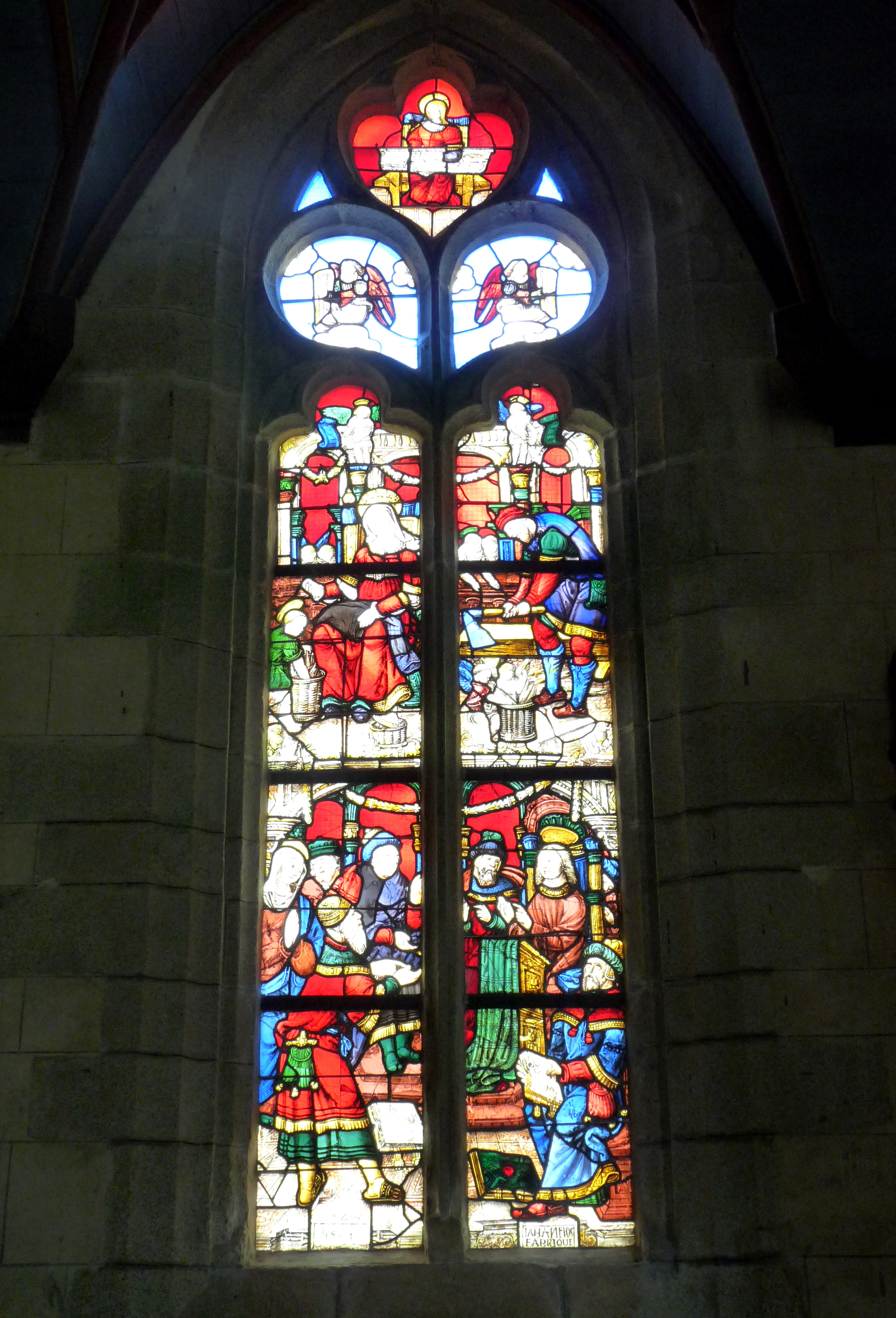
Vitrail : scènes de la vie de la Sainte Famille.
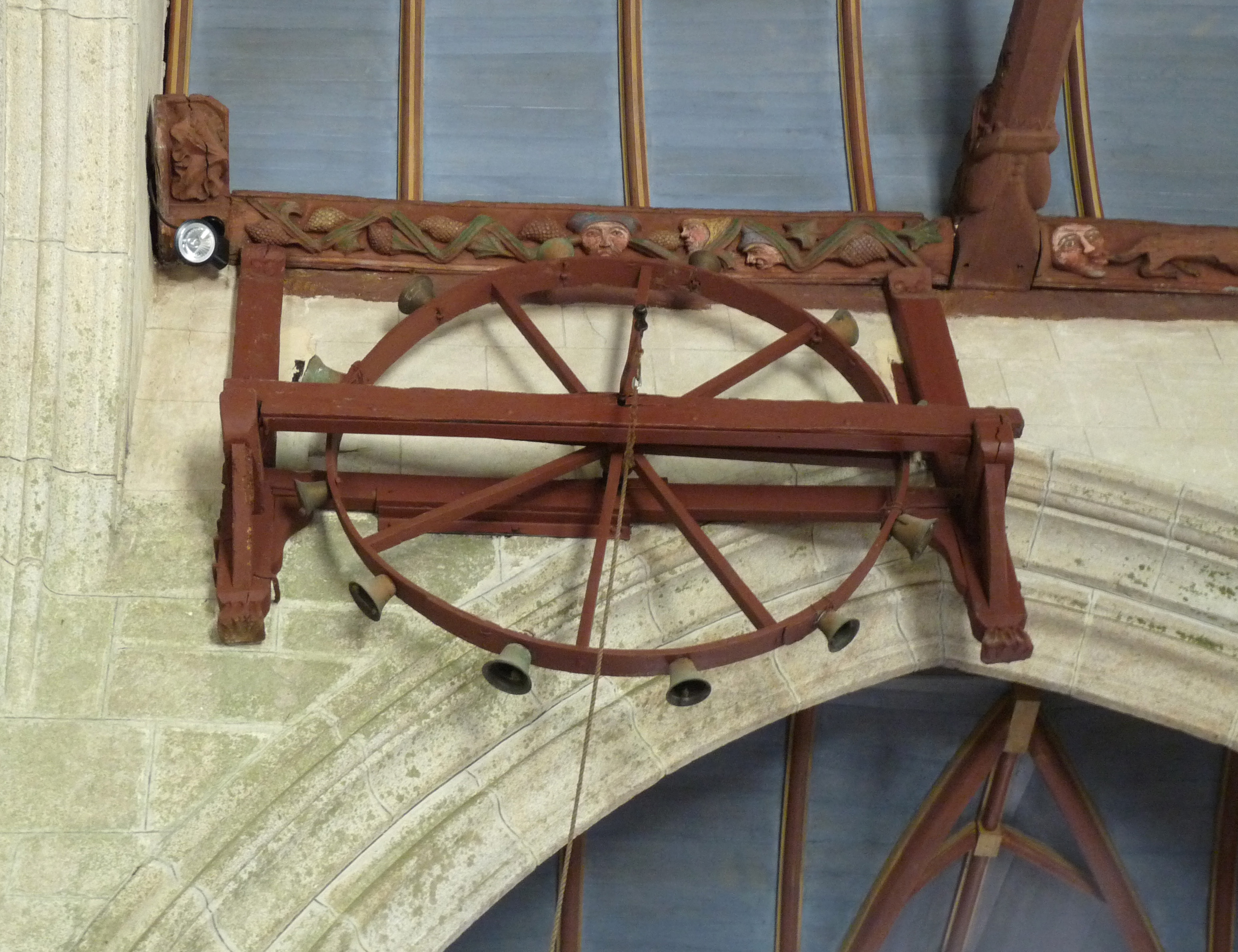
La sablière sculptée et la roue à carillons.

Gustave Geffroy a décrit la roue à carillons en 1905 : « Cette roue, garnie de clochettes, accrochée à la voûte de la chapelle, est mise en mouvement par le sacristain lorsqu'un fidèle à déposé son offrande dans un tronc spécial. (...) Le carillon appelle, de ses sons cristallins, les bénédictions du ciel sur le donataire. Cette roue est, dit-on, une des dernières de ce genre qui existent en France, sinon la dernière.

#### Église Saint-Mélar à Meilars
Cette église, dédiée à saint Mélar, a été construite pour partie au XIIIe siècle et est caractéristique du style architectural de l'école de Pont-Croix. Elle est ainsi décrite en 1912 : « Au côté sud, on voit une modeste sacristie, puis un portique voûté en arcs d'ogives et précédé d'une arcade ajourée, offrant dans sa simplicité un bel exemple de l'architecture bretonne au Moyen Âge. La façade ouest est surmontée d'un clocher bâti en 1837 sur les plans de l'architecte Bigot ; le principal caractère qu'il présente est celui d'être assis des deux côtés Est et Ouest sur des corniches en encorbellement. En cette façade Ouest, à savoir au pignon sous le clocher, se trouve une porte basse du XIIIe siècle, malheureusement un peu enterrée. (...) À chaque côté de la nef, au bas de l'église, le visiteur voit devant lui trois arcades bien conservées, qui sont visiblement du roman le plus primitif. Autrefois, du côté du chœur, il existait d'autres arcades de la même époque : on en aperçoit encore les traces dans les constructions remaniées aux XVIIe siècle et XVIIIe siècle. Les travées qui restent sont étroites et peu élevées ; elles semblent remonter au XIIe siècle, et sont antérieures à l'église de Pont-Croix , type achevé de cette architecture (...). Enfin, l'on voit la riche ornementation des bases des colonnes, toutes variées (...) ». 
L'église Saint-Mélar est au centre de l'enclos paroissial, accessible par un portail flanqué de deux piliers et deux échaliers, et accueille toujours le cimetière, une croix monumentale en granite et une stèle christianisée remaniée en monument aux morts. 

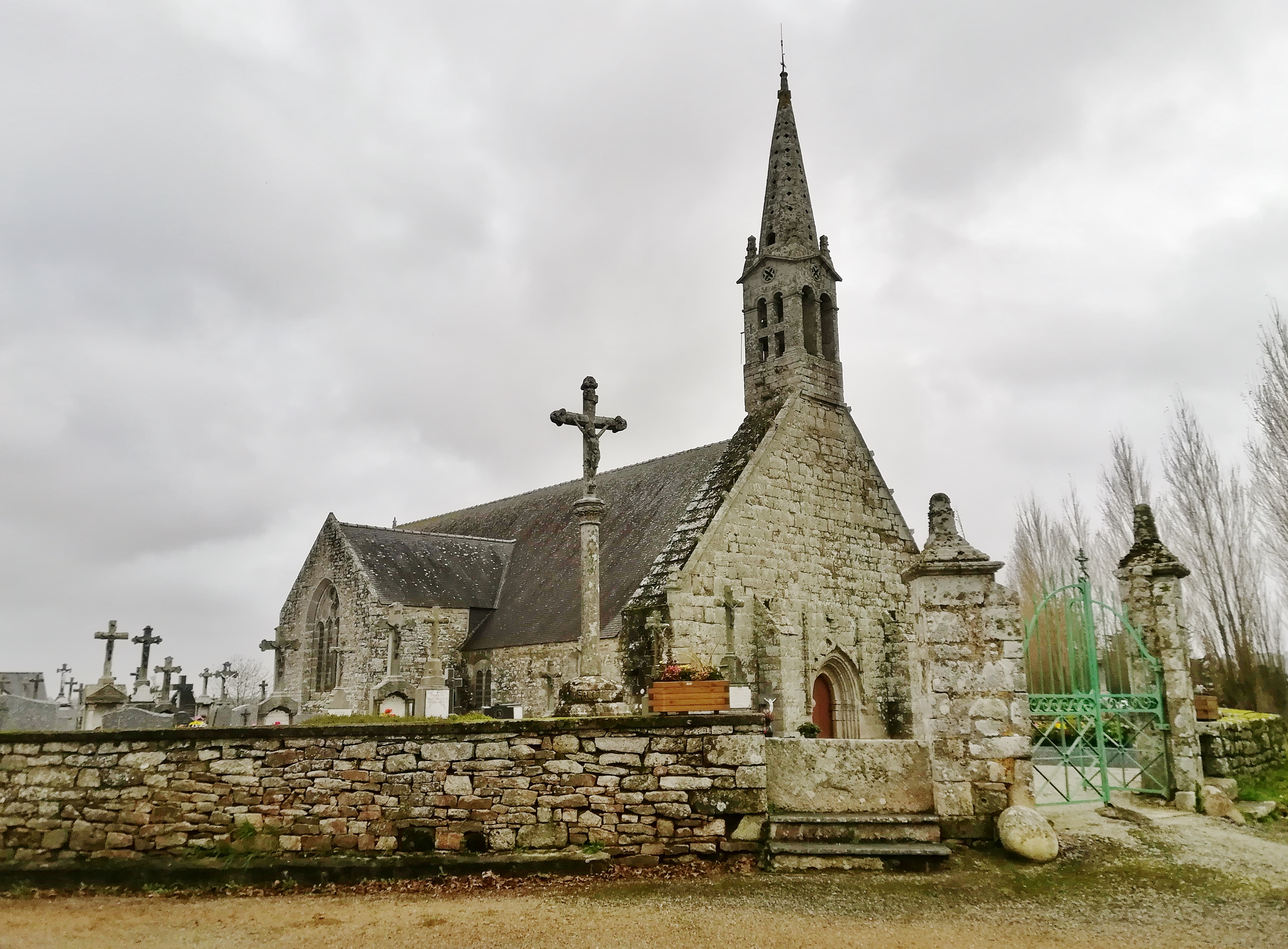
Église Saint-Mélar: vue extérieure d'ensemble.
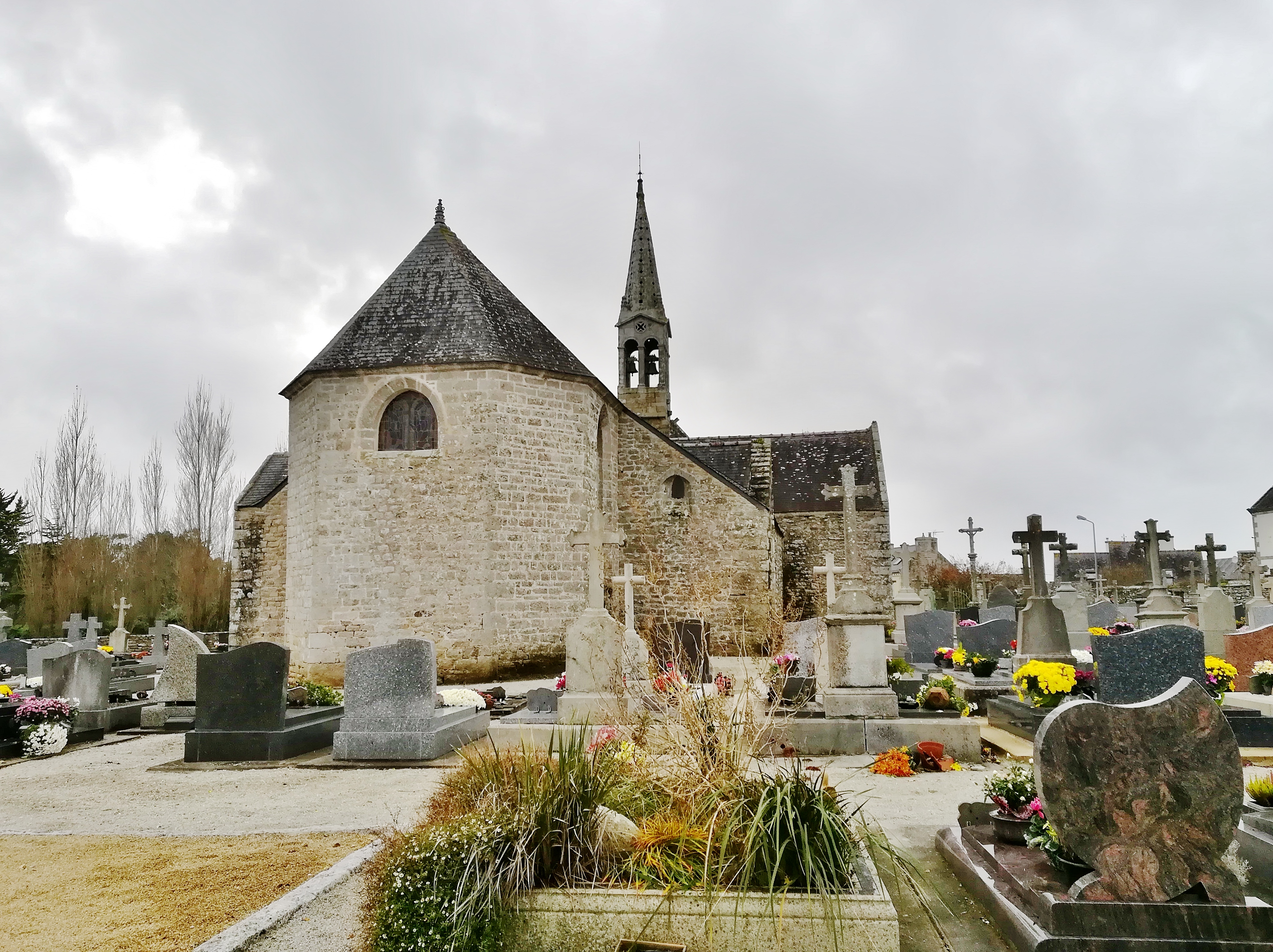
L'église Saint-Mélar de Meilars entourée de son cimetière.
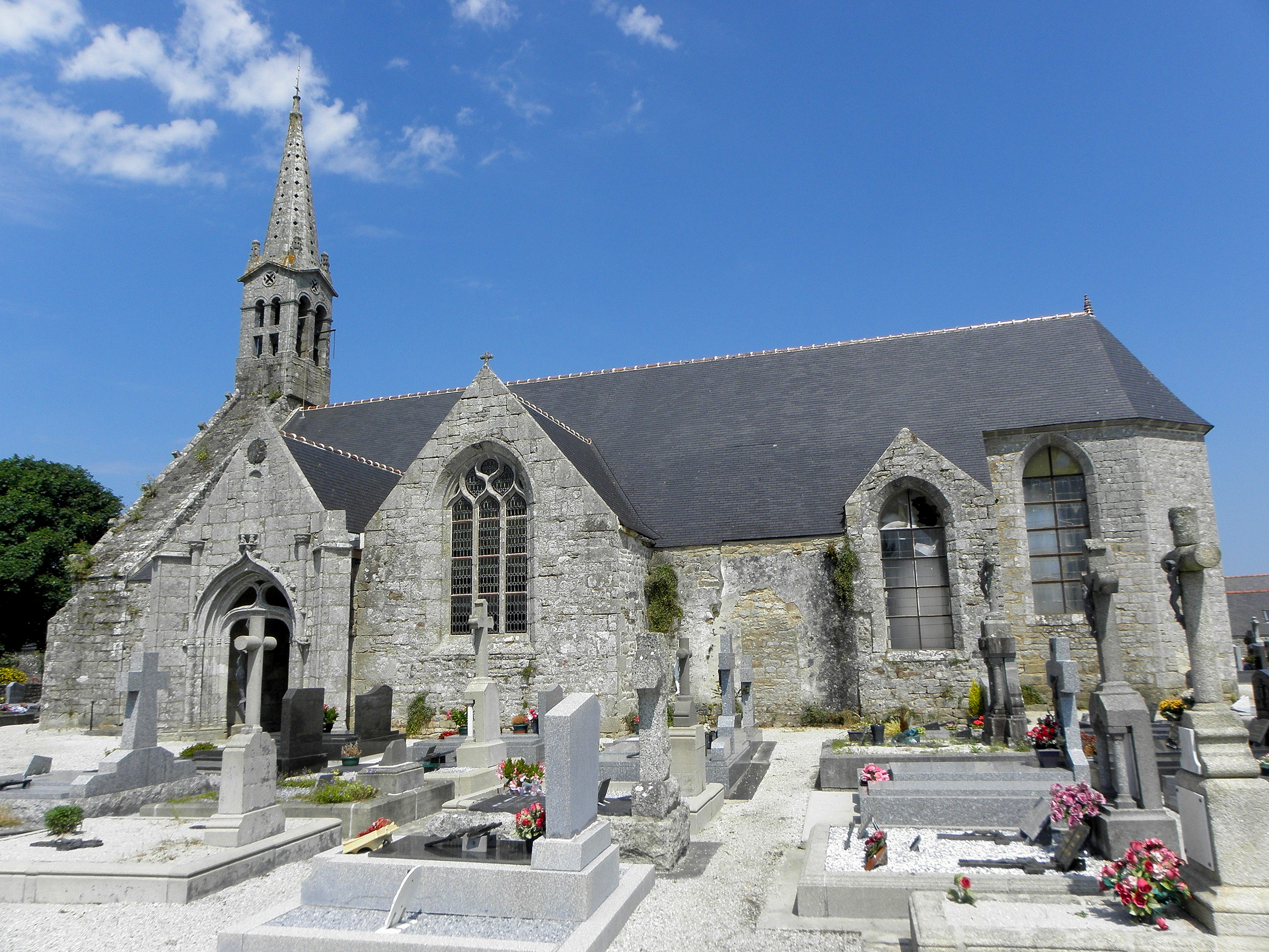
L'église Saint-Mélar vue du sud.
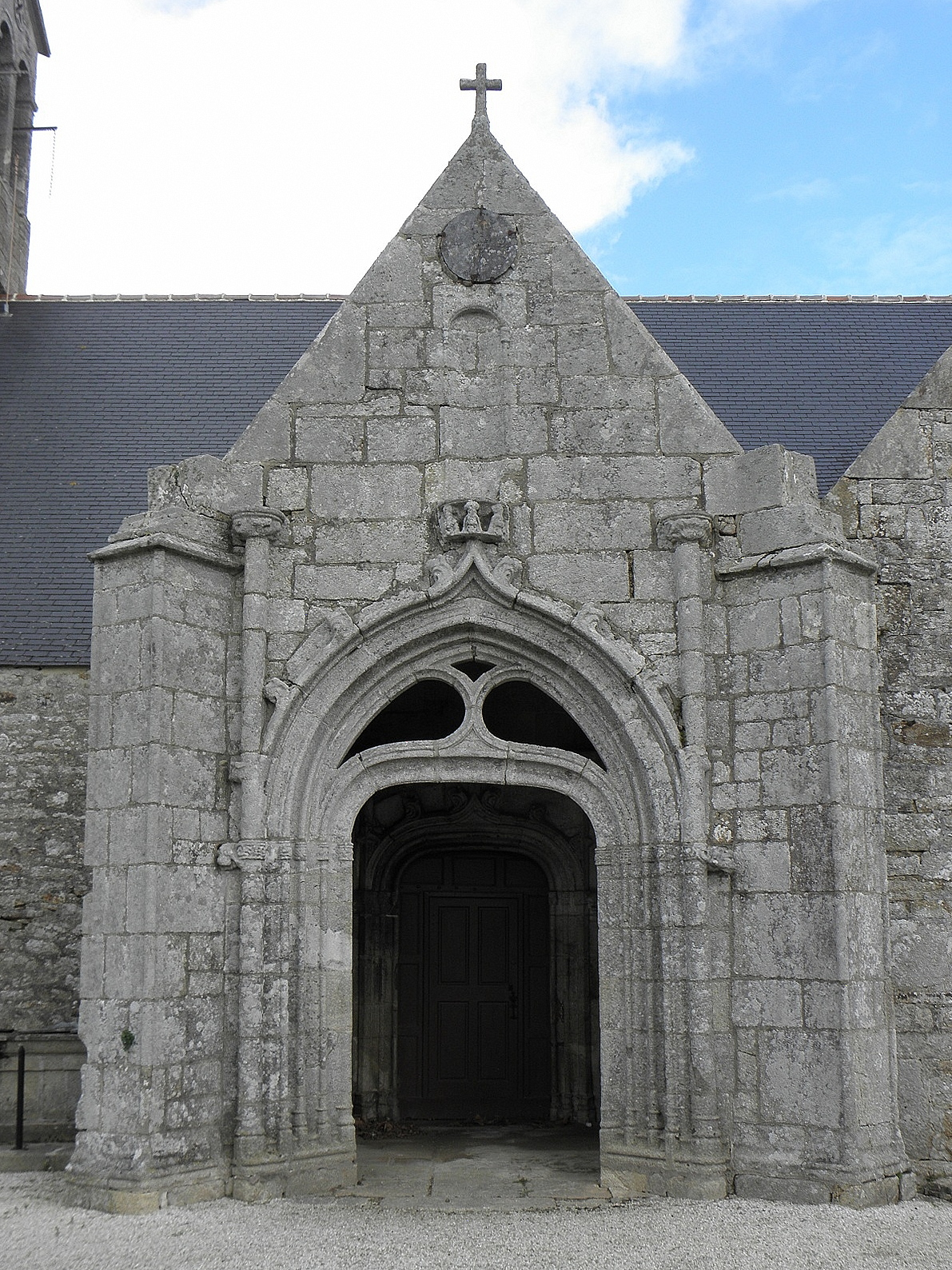
Église Saint-Mélar : le porche sud.
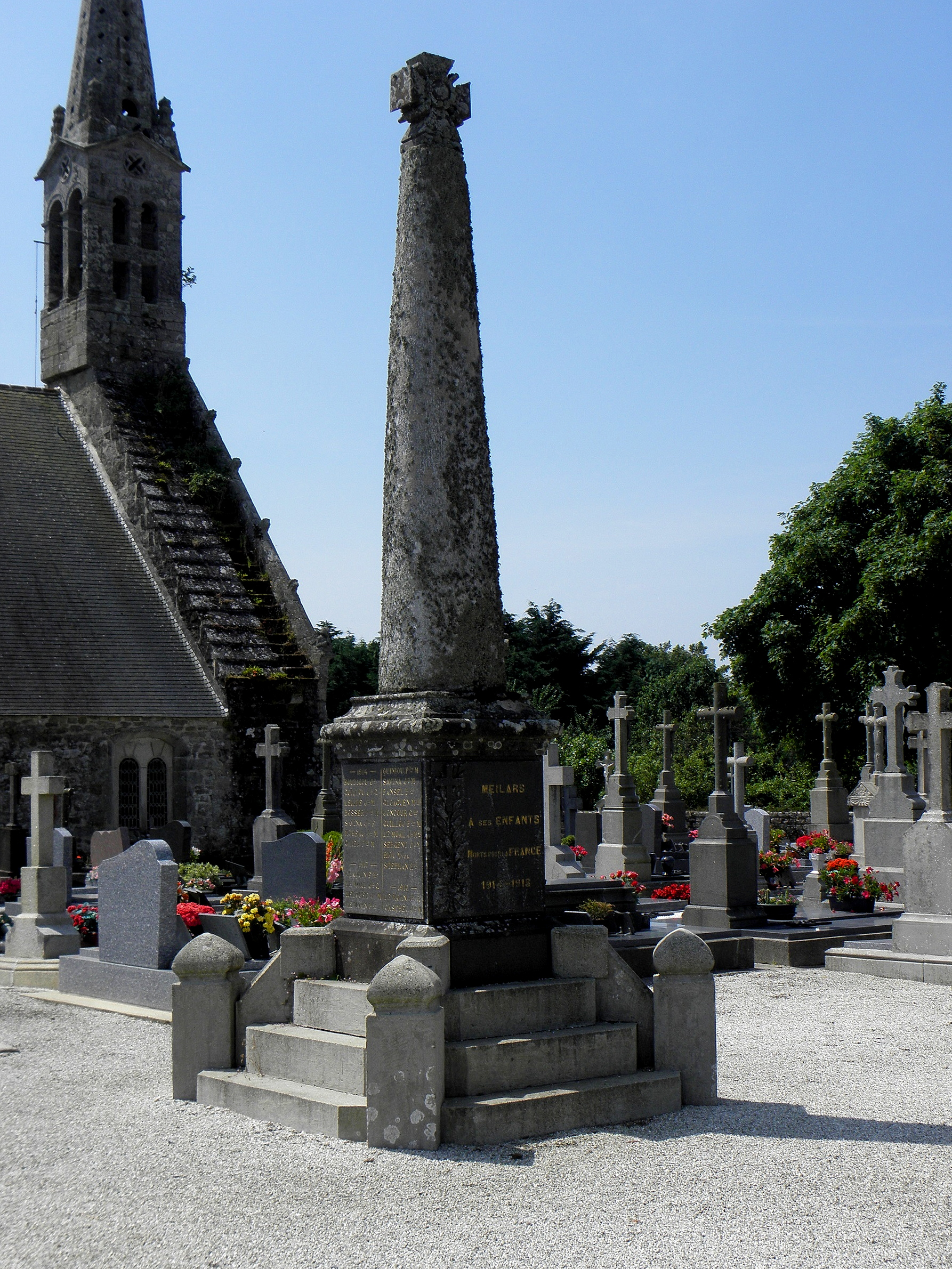
Église Saint-Mélar et monument aux morts.
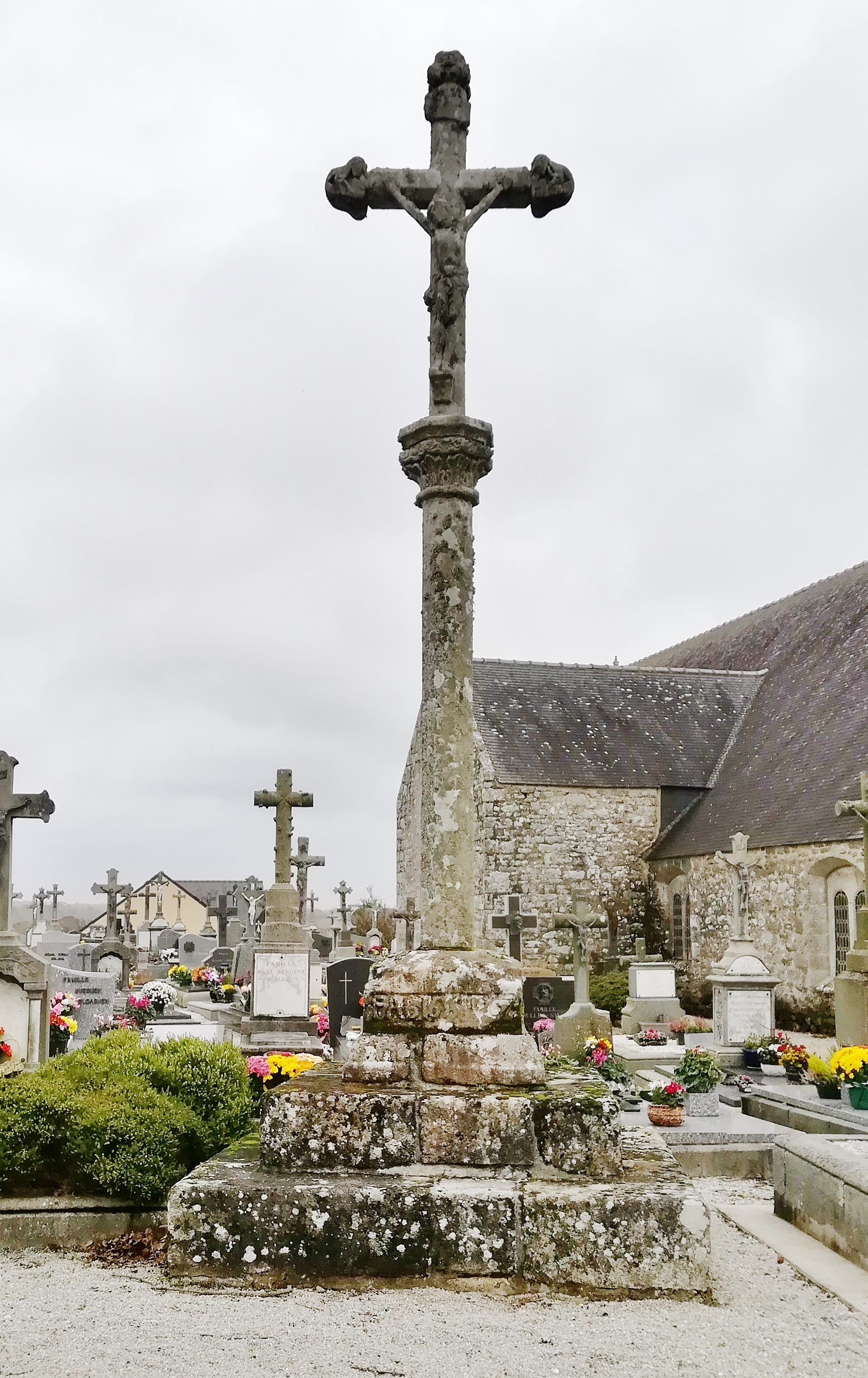
Le calvaire de l'enclos paroissial de l'église Saint-Mélar de Meilars.
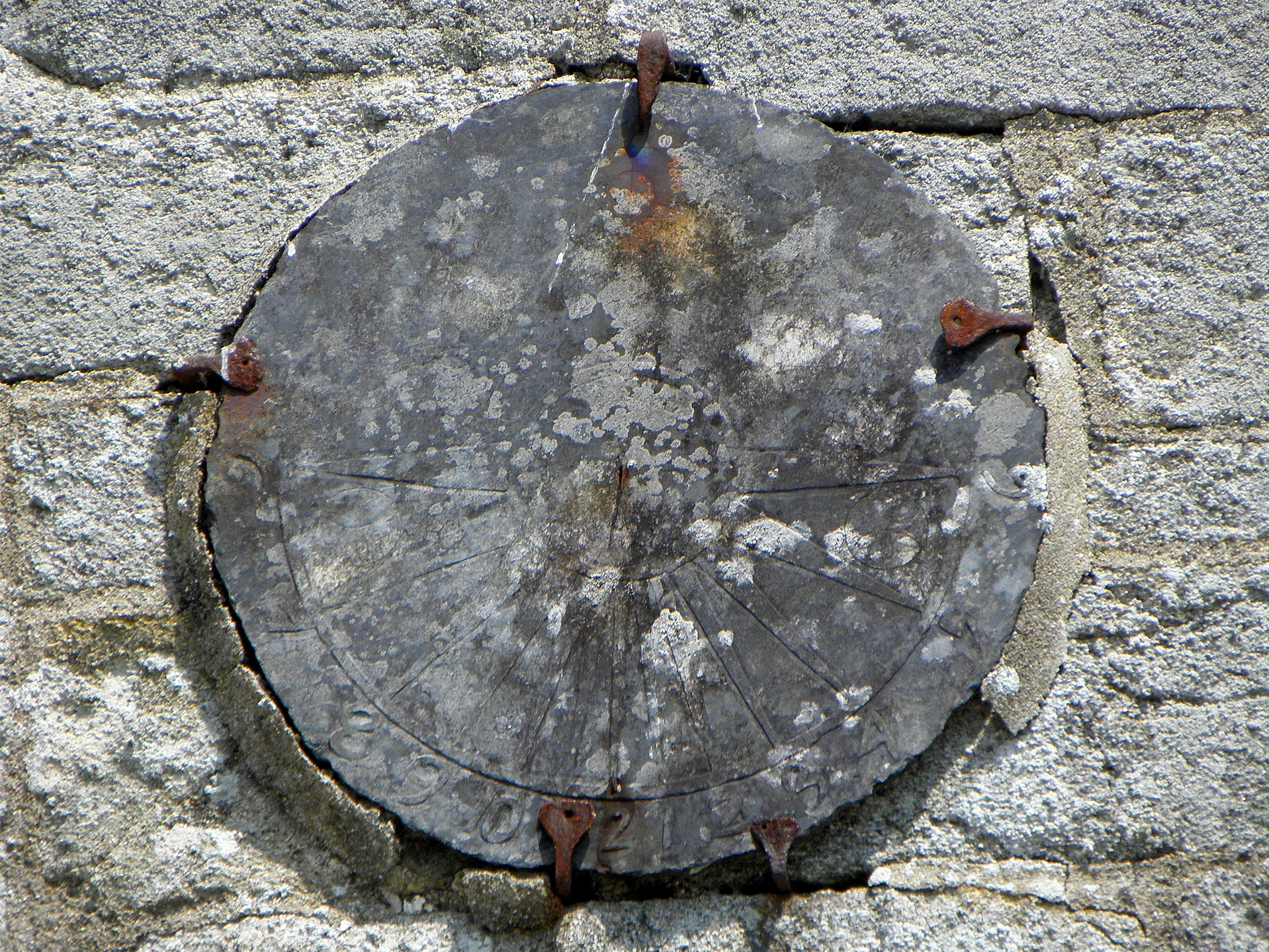
Église Saint-Mélar : le cadran solaire au pignon du porche sud.

L'église abritait des statues anciennes de saint Mélar, sainte Catherine, saint Michel, saint Guinal (en évêque), saint Sébastien et d'une Vierge à l'Enfant. Elle abrite aussi l'enfeu de la famille de Rospiec.
Le mobilier a beaucoup souffert depuis le transfert de la paroisse à Confort. Les fonts baptismaux, qui datent du XVIe siècle ou du XVIIe siècle ont été déménagés dans l'église de Plougastel-Daoulas après la Seconde Guerre mondiale. La chaire à prêcher, démontée, a été longtemps laissée à l'abandon dans l'humidité. Mais d'importants travaux de restauration ont été entrepris à partir de 1997.

#### Calvaire de Confort
Imposant calvaire, classé au titre de monument historique en 1914. De forme triangulaire pour une longueur de quelque 5,3 mètres, en granit, il date du XVIe siècle. À la Révolution, les statues des apôtres qui occupaient les niches disparaissent, et sont retrouvées décapitées en 1849. En 1870, le sculpteur Yann Larc'hantec en sculpte de nouvelles, de 1, 7 mètre, qu'il fait poser sur le socle du calvaire, au pied de la croix. Ce Christ en croix est foudroyé en 1978 et refait par Pierre Floc'h. L'ensemble fait l'objet d'une restauration en 2017.

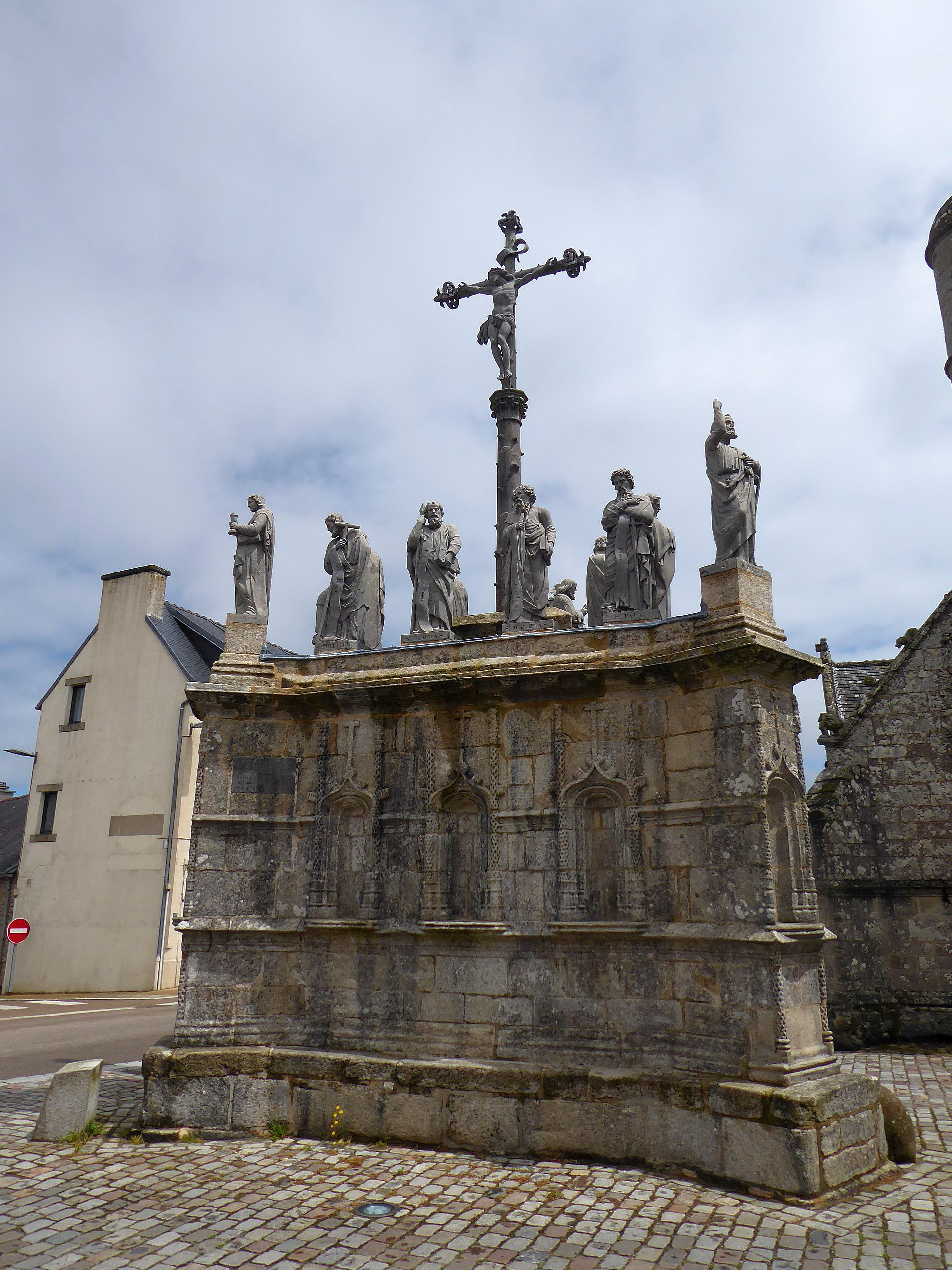
Calvaire de l'Église Notre-Dame (Confort-Meilars) (1)
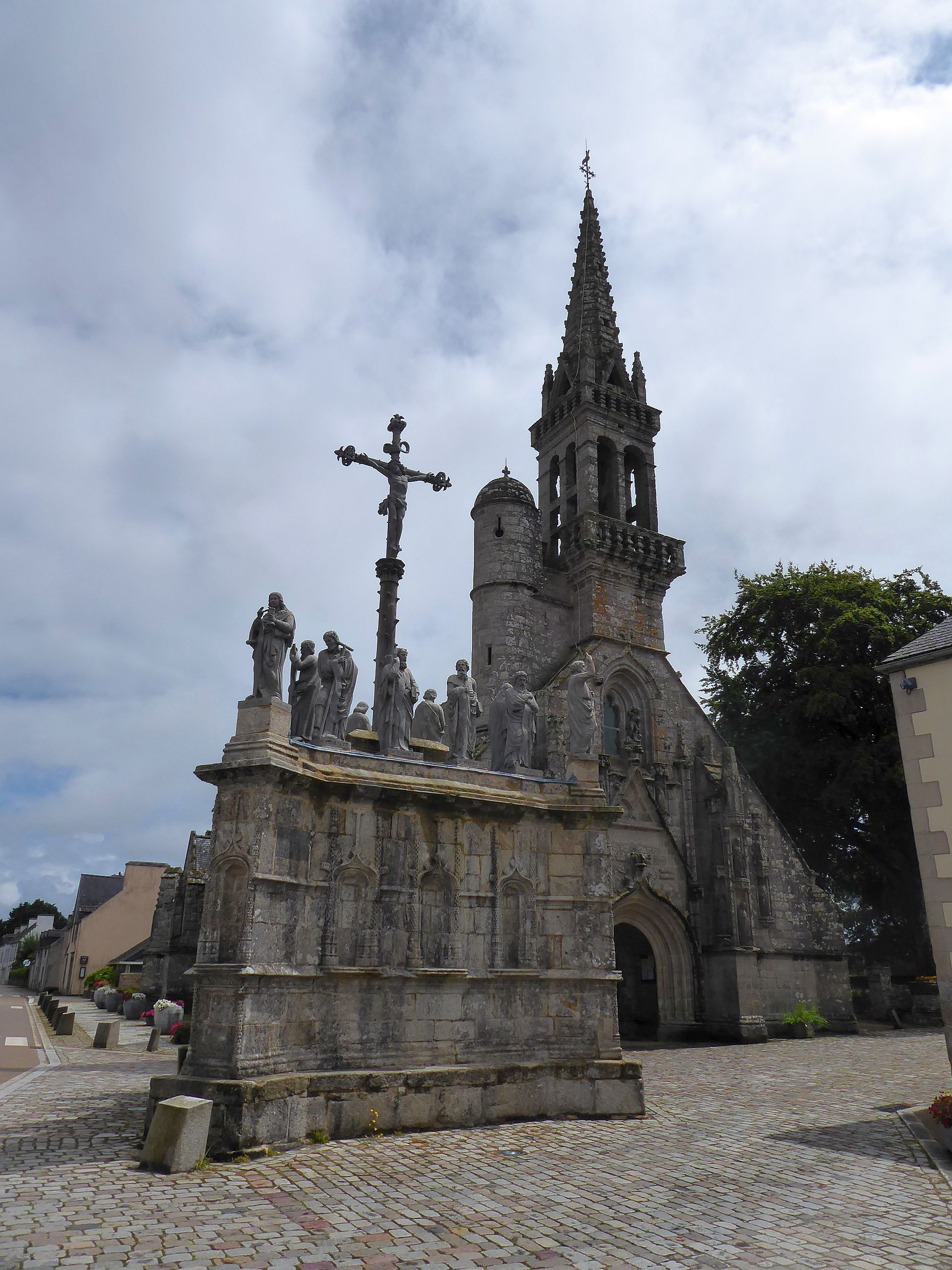
Calvaire de l'Église Notre-Dame (Confort-Meilars) (2)
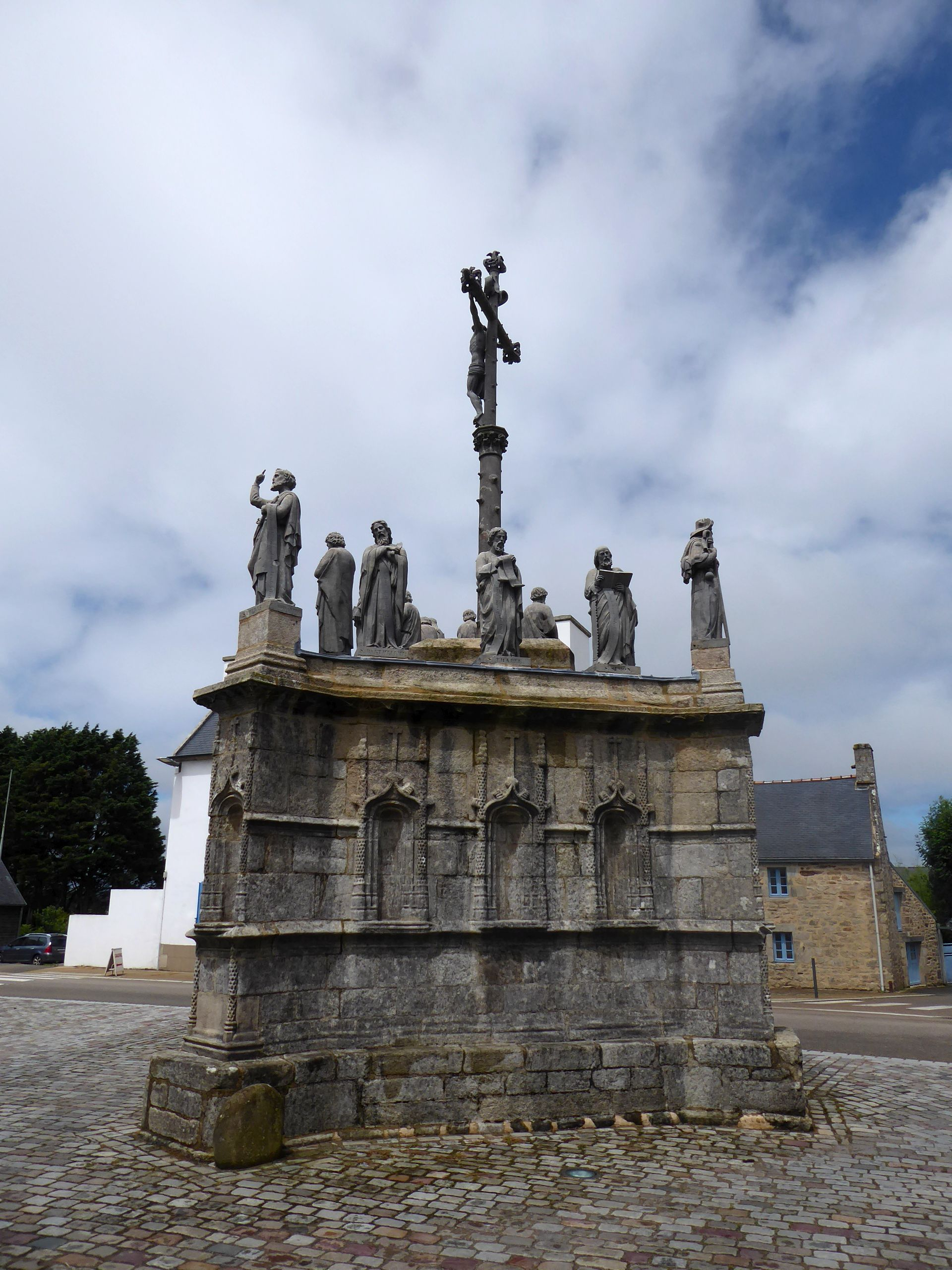
Calvaire de l'Église Notre-Dame (Confort-Meilars) (4)

#### L'ancienne chapelle Saint-Jean-Trophilion
Cette chapelle a été complètement démolie en 1928. Elle s'élevait non loin du village de Kersa et mesurait une douzaine de mètres de longueur sur six de largeur. La façade Sud était surmontée d'un campanile portant l'inscription : "1634 Le Gall Fab".
Le pardon y était célébré le jour de la Saint-Jean-Baptiste. On y fêtait aussi saint Marc qui avait autrefois, une petite chapelle dans le même enclos. La fontaine dite de saint Marc existe toujours tout près de l'emplacement de Saint-Jean-Trophilion.

#### Le manoir de Kervénargant

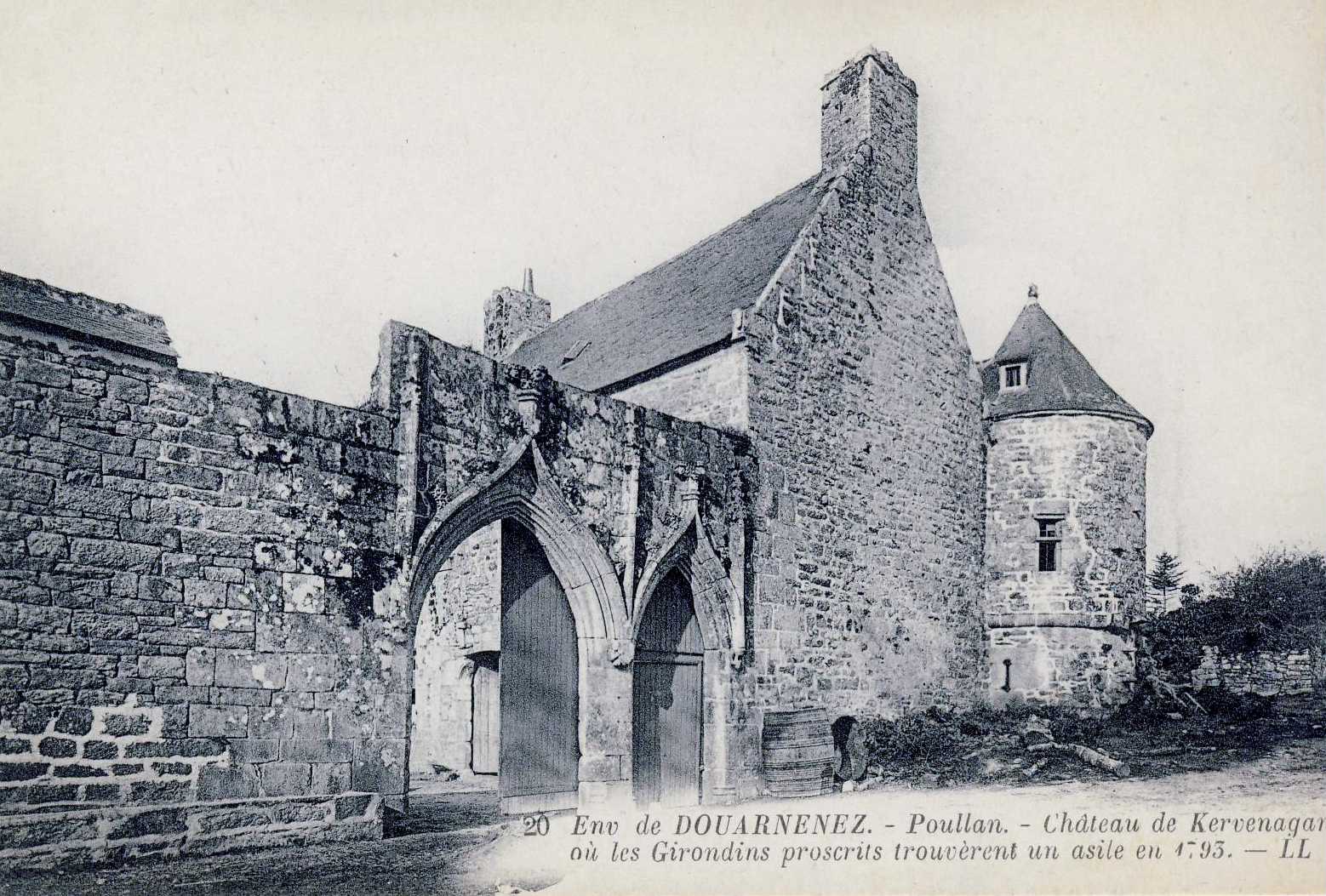
Le manoir de Kervenargant.

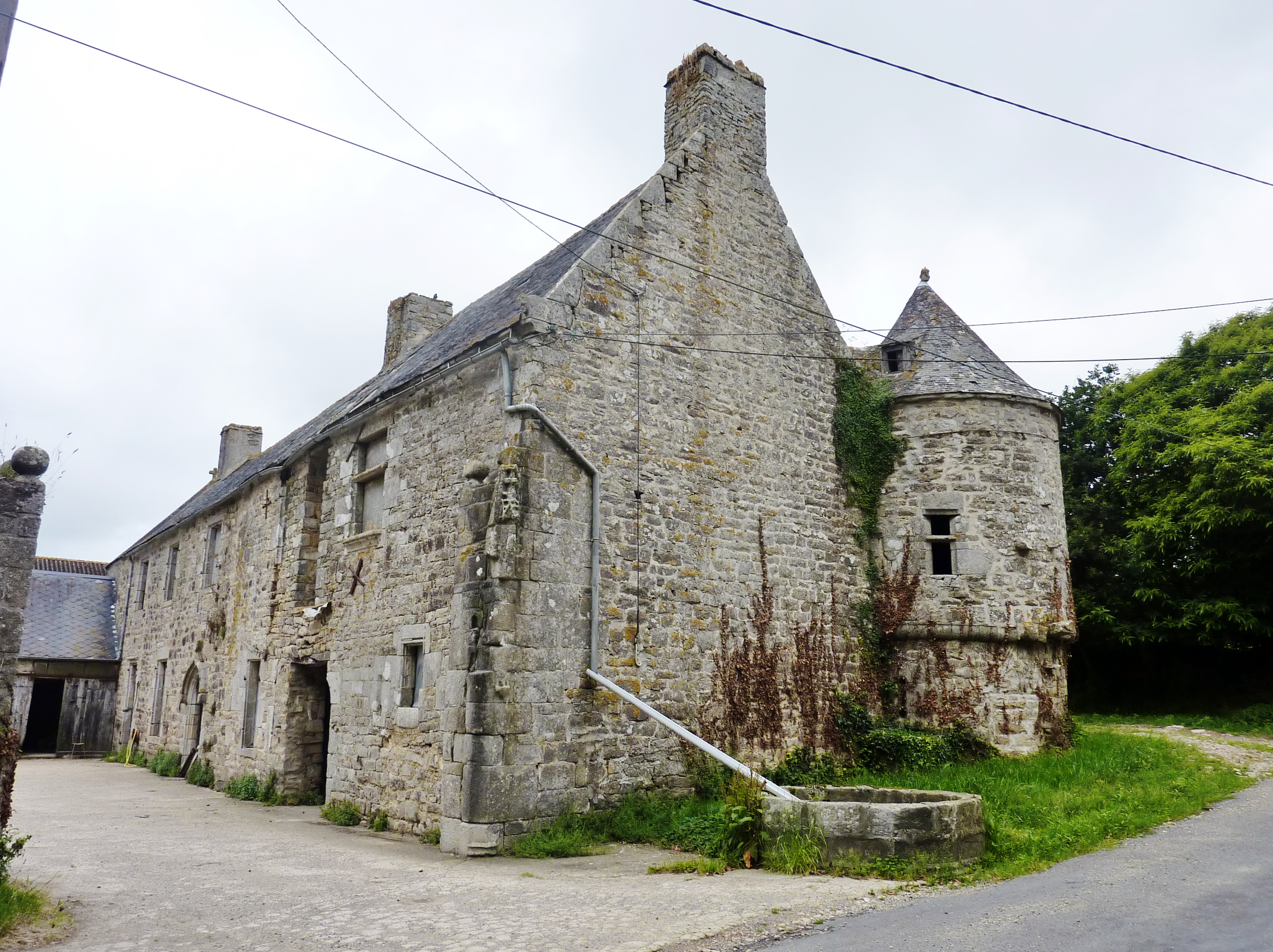
Le manoir de Kervenargant.

Le manoir de Kervénargant est à environ 1 km au sud du bourg de Poullan, il est toutefois situé en Meilars. Il est ainsi décrit en 1937 par Louis Le Guennec : « L'habitation est complètement enfoncée sous les arbres. On y arrive par une longue avenue herbeuse, formée par une quadruple rangée de vieux hêtres. Au bout se dresse la façade grise d'un haur mur encadré par deux tourelles aux toits en éteignoir. Ce mur est percé de deux portes à ogives tréflées, l'une haute et large pour les voitures, l'autre étroite et plus basse pour les piétons » ; l'auteur raconte dans la suite de l'article le détail de l'histoire de ce manoir dont la première trace écrite remonte à 1442, alors possédé par un certain Guillaume Louyt ; en 1633 il est la propriété de Pierre Jegado, écuyer de la petite écurie du Roi, capitaine garde-côtes de l'évêché de Cornouaille et qui servit Louis XIII, notamment lors de la Bataille navale de Saint-Martin-de-Ré en octobre 1622 où il commandait deux pataches armées. Le manoir devint bien national le 22 février 1795 et est acquis par Jean-Maurice Pouliquen, armateur à Brest, lequel restitua le manoir à ses propriétaires précédents, la famille de Jouvencel, à leur retour d'émigration (leur fille Louise de Jouvencel est née à Londres). Le manoir est surtout connu pour avoir servi de refuge temporaire à 5 députés girondins en fuite en septembre 1793.

#### Autres
- Camp du moulin de Lesvoyen ; enceinte du haut Moyen Âge et hypothétiquement gallo-romaine[75].
- Enceinte quadrangulaire du Kastellien ; occupée à l'âge du fer, à l'époque gallo-romaine et au haut Moyen Âge[75].

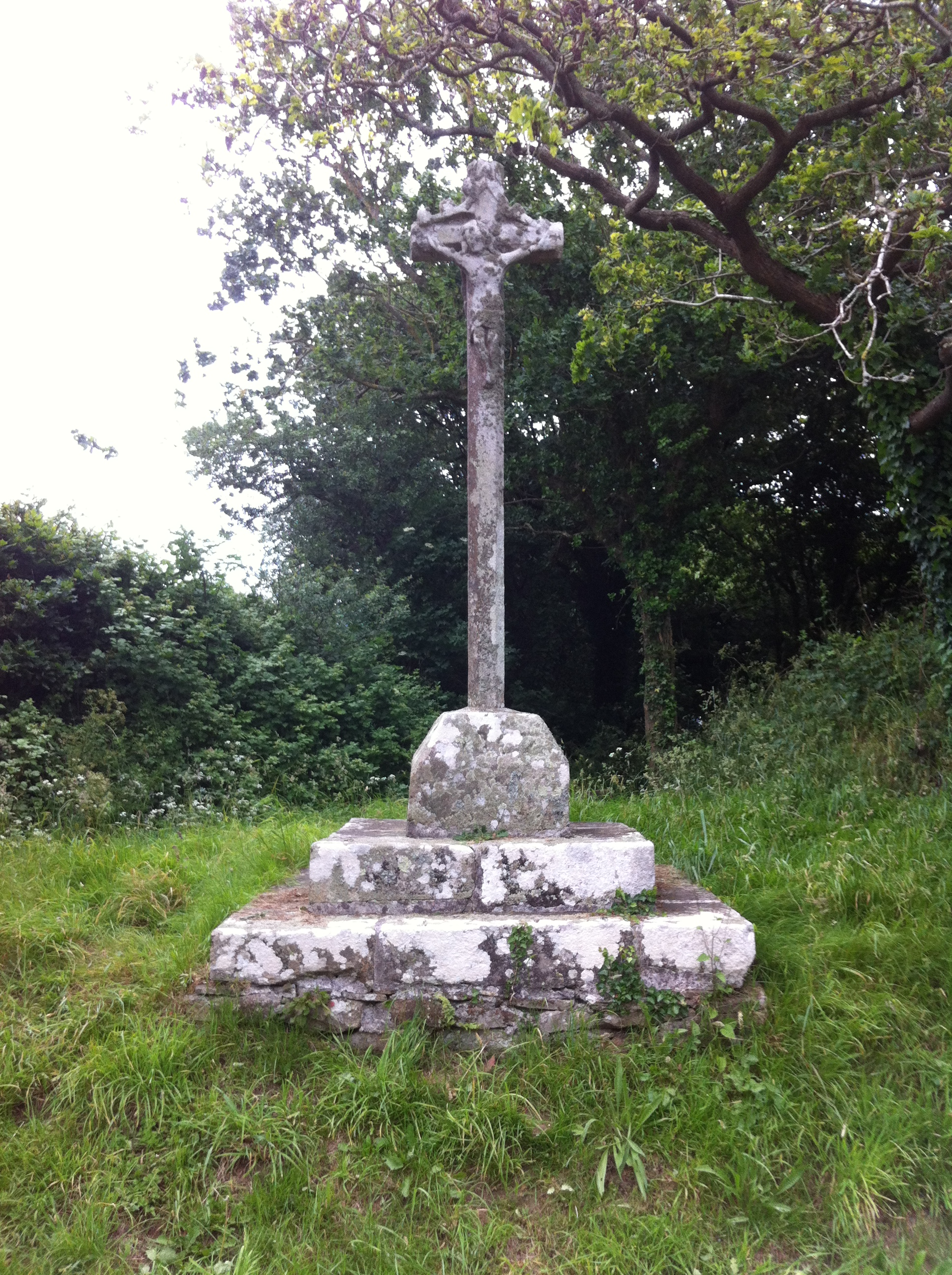
Croix de chemin entre Confort et Meilars.

- Croix de chemin entre Confort et Meilars.

## Manifestations culturelles
- La Nuit de la chauve-souris est organisée chaque année depuis 2009 ; c'est en 2002 que Christian Lioto découvre une colonie de grands rhinolophes dans les combles de la forge de Meilars ; un recensement effectué en 2005 dénombrait 110 individus ; en juillet 2024 on en a comptabilisé 557[76].
- La Fête du cheval et de la forge : la 20e édition a été organisée en septembre 2023[77].
- Le verger conservatoire de Menez-Gouret, vaste de 2 hectares et situé sur un terrain privé, abrite 70 variétés de pommiers.